# Alexandrowka
La colonie Alexandrowka de Potsdam, capitale du Land de Brandebourg en Allemagne, est pour l’époque un concept innovant de monument commémoratif créé ex nihilo en 1826 sous la forme d’un village russe. Réclamé par un roi en mémoire d’un autre monarque qui venait de décéder peu de temps avant, le roi et maître d’ouvrage était Frédéric-Guillaume III de Prusse tandis que le monarque décédé était le tsar Alexandre Ier.
Au village artificiel s’ajoute un parc-verger conçu par Peter Joseph Lenné dont la vocation programmatique se maintiendra jusqu’à nos jours en raison des espèces d’arbres fruitiers rares qui s’y trouvaient et qu’on essaie de reconstituer à ce jour.
En réalité, c’est moins la personne du tsar que l’amitié entre deux souverains, et à travers eux deux nations s’influençant réciproquement, que voulait célébrer le roi de Prusse.
Il s’agit d’une reproduction libre de colonie militaire telle qu’elle est pratiquée en Russie à cette époque, donc en quelque sorte de la délocalisation de la culture russe sur le sol brandebourgeois afin de se souvenir du lien culturel qui unit les deux royaumes par des marqueurs visibles sur le terrain.
À Potsdam, créer un quartier inspiré d'une autre culture va au-delà des modes, notamment avec l'essor des expositions universelles ; créer des villages artificiels ethniques avec des occupants de la même origine remontent déjà à l'arrière-grand-père de Frédéric-Guillaume III, le roi-sergent qui avait souhaité édifier le quartier hollandais qui sera finalement mené à terme par son grand-père Frédéric le Grand. De nombreux aspects montrent en effet qu’il s’agit d’un site unique en son genre pour des raisons politico-historiques, paysagistes, artistiques et biologiques.
Depuis 1999, la colonie Alexandrowka fait partie du Patrimoine mondial de l’humanité, pas à titre individuel mais comme partie prenante d’un ensemble homogène remarquable, dénommé « Châteaux et parcs de Potsdam et Berlin » où figurent également d’autres villages artificiels comme l’italien de Bornstedt, le suisse de Klein Glienicke, ou l’Établissement hollandais dans le Neuer Garten de Potsdam. L'Alexandrowka se trouve quant à elle dans le district « Nauener Vorstadt » au centre-nord de Potsdam. À mi-chemin entre parc et quartier très peu peuplé, elle forme une entité homogène accessible de partout, sorte d'îlot dans la ville qui lui confère avec d'autres quartiers ethniques un caractère éclectique et international incontestable.

## Genèse de la colonie

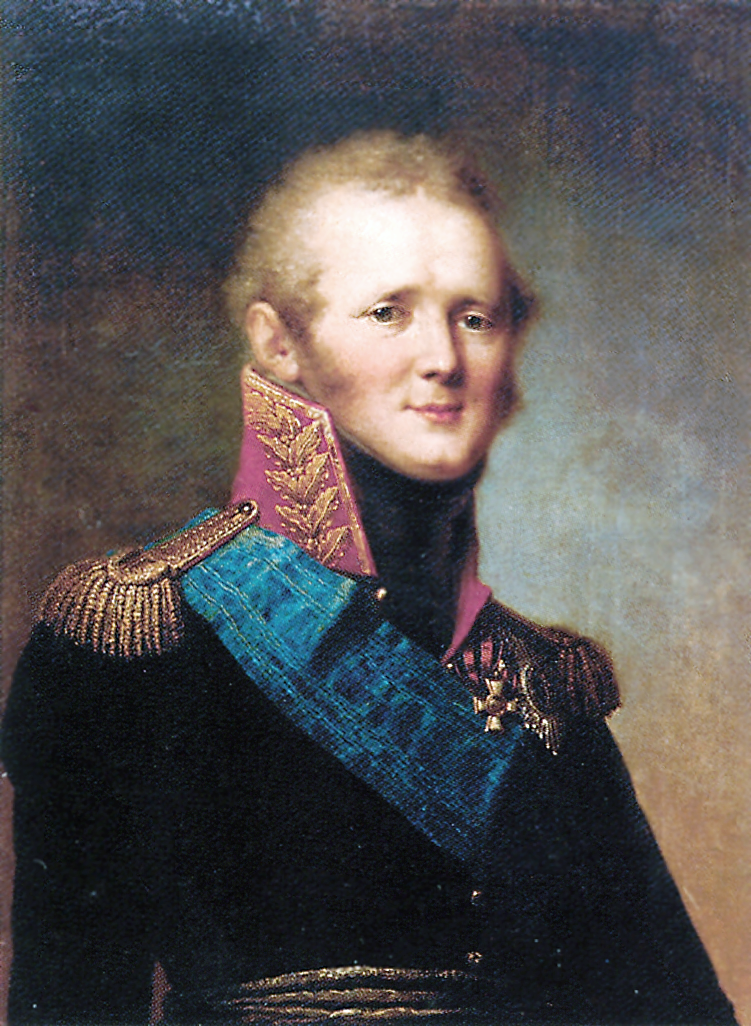
Empereur Alexandre Ier de Russie à qui est dédiée l'Alexandrowka.

Une ordonnance royale de Frédéric-Guillaume III datée du 10 avril 1826 exprime le vœu du souverain en ces termes :

« J’ai l’intention de fonder une colonie russe à Potsdam en guise de monument pérenne en souvenir des liens d’amitié profonds qui nous unissent Moi et le très bienheureux empereur Sa Majesté Alexandre de Russie, colonie que je ferai habiter en tant que colons par les soldats-choristes détachés de l’armée russe en 1812 et 1815 avec l’autorisation de l’Empereur, rattachés au 1er régiment de la garde à pied, et que je veux appeler Alexandrowka. »

— Frédéric-Guillaume III

La réalisation de la colonie russe est l’aboutissement d’un travail collectif qui a su profiter des savoir-faire de plusieurs spécialistes dans le Brandebourg et au-delà des frontières de la Prusse. D’abord chaque règne de chaque monarque prussien a été marqué dans la pierre, dans le paysage et parfois dans la langue par une culture soit dominante à l’époque, soit particulièrement appréciée par le roi pour des raisons personnelles. Parmi les cultures les plus récurrentes à Potsdam il faut nommer la France, l’Italie, les Pays-Bas et la Russie. Si l’on s’arrête aux jardins et aux parcs, la domination anglaise, concurrente directe de la culture horticole française, ne peut être omise ici.
Les événements politiques internationaux du début du XIXe siècle vont éloigner les souverains prussiens de la France et les rapprocher des Russes. Les guerres napoléoniennes poussent bon gré mal gré  le roi de Prusse et le l’empereur de Russie à collaborer et combattre côte à côte. Cela se manifestera de manières diverses, y compris par des petits gestes d’échanges culturels. Dès les premières défaites contre Napoléon, la Prusse perdit de facto son indépendance militaire et dut fournir des troupes auxiliaires à la Grande Armée pour la campagne de Russie. Par conséquent, souverain et état-major prussiens avaient compris qu’il fallait repenser l’intégralité de l’armée prussienne en créant des nouveaux régiments dont la garde personnelle du roi ou le 1er régiment à pied de la Garde stationné à Potsdam même en face de la symbolique église de la Garnison où Napoléon se recueillera devant la tombe de Frédéric le Grand. C’est ce premier régiment d’infanterie qu’évoque le roi dans son ordonnance du 10 avril 1826 ci-dessus. Frédéric-Guillaume III souhaitaient logiquement voir des Russes emménager dans sa nouvelle colonie russe. Or, il en avait déjà sur place dès 1812, 13 ans avant le décès du tsar. Pendant la campagne de Russie aux côtés des troupes françaises, les Prussiens firent des prisonniers de guerre russes. Ils en ramènent 62 à Potsdam et les intègrent dans ce 1er régiment d'infanterie de la garde. En octobre, 1812, une partie des soldats russes sont conviés à former un chœur et un groupe de musiciens pour animer le régiment. Ils deviennent soldats-choristes dans l'armée prussienne, mais restent sous le statut de prisonniers de guerre. Comme l’évoque le roi de Prusse dans son ordonnance, le tsar Alexandre donna son accord pour un séjour permanent à Potsdam ; il consentit même à envoyer des soldats-musiciens pour remplacer les pertes dans les rangs des soldats pendant la guerre en France. Les soldats-choristes préfèrent rester à Potsdam que de rentrer au pays car le régime de la servitude y existe encore. De prisonniers et soldats auxiliaires, ils passent au statut de soldats « amis de la Prusse ».

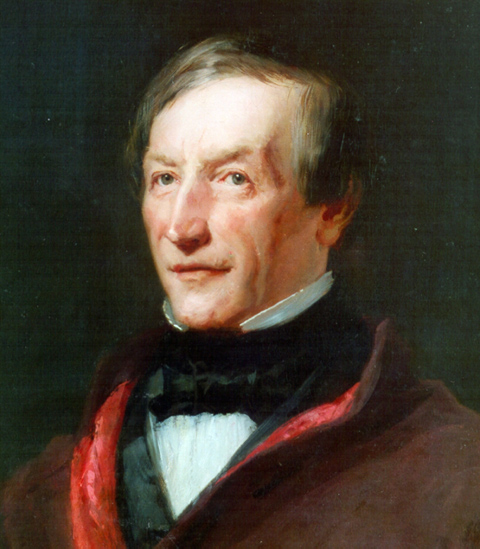
P.J. Lenné,architecte paysagiste de nombreux parcs du patrimoine mondial de Potsdam et Berlin.

Un autre facteur décisif favorisera la création de la colonie russe pour ce qui touche l'espace vert: la nouvelle politique agricole et un regard différent sur l'horticulture de la part de Frédéric-Guillaume III. Ce domaine met encore une fois en avant l'interaction et l'échange des compétences entre les nations et les spécialistes. L'architecte-paysagiste Peter Joseph Lenné chargé par le roi de la conception paysagère de l'Alexandrowka jouera ici le rôle de précurseur et d'initiateur en utilisant sa position de directeur des jardins du roi pour insuffler de nouvelles pratiques. Lenné a voyagé à Paris en 1811-12 où il a profité des enseignements entre autres du paysagiste en vogue, Gabriel Thouin, et de l'architecte Jean-Nicolas-Louis Durand. Avec l'aide du ministre de l'éducation et de la santé, le soutien du directeur général des jardins botaniques de Berlin et environs et l'intendant des jardins royaux, Lenné parvient à faire bâtir le 20 août 1823 la pépinière nationale et l'institut de formation des jardiniers du roi à Potsdam dont il sera le directeur de 1823 à 1866. Lenné a en effet besoin de jardiniers et pépiniéristes compétents autour de lui pour mener à bien ses projets pour les parcs et jardins royaux. Si l'on considère l'intégralité des sites inscrits sur la liste du patrimoine mondial de l'humanité Châteaux et parcs de Potsdam et de Berlin, il est quasiment pour ce qui est de la partie paysagère à l'origine de tous les grands sites de renom comme le parc de Sanssouci, l'île aux Paons, le parc de Sacrow ou celui de Babelsberg entre autres. L'Alexandrowka est sur ce point une petite réalisation de sa part, mais, à l'inverse, elle sera un terrain d'expérimentation pour la dimension horticole et sylvicole: tout est à inventer dans la colonie russe et, de ce fait, le roi et son chef-paysagiste expérimentent de nouvelles plantations d'arbres fruitiers, de nouveaux découpages de terres arables selon un cahier des charges programmés et d'après un nouveau schéma de plantation. La pépinière royale attenante permettait de fournir des espèces locales, mais aussi d'introduire des nouvelles espèces.
Le roi confie la direction des travaux au général von Witzleben et au colonel von Röder en leur fournissant comme point de départ le croquis d'un projet de village artificiel appelé « Glasovo » dont la construction était prévue dans le parc de Pavlovsk à Saint-Pétersbourg. Finalement, il ne sera pas mis en œuvre dans la capitale impériale russe. Par voie de conséquence, la copie en Prusse devient l'original. Dès mars 1826, Des interlocuteurs russes envoient des plans et croquis de maisons paysannes russes. Un quatrième homme intervient pour son expérience à la demande des représentants du roi: le capitaine Snethlage qui a déjà construit en 1819 la maison-bloc de style russe dénommée « Nikolskoe » sur l'île de Wannsee toute proche à l'occasion de la visite de sa fille Alexandra Feodorovna de Russie et de son mari, le futur tsar Nicolas Ier, union qui illustre clairement l'entente russo-prussienne à cette époque. Des plans d'un autre village artificiel russe jamais réalisé ont également été envoyés à Potsdam. Ils n'ont pas servi pour le cadre général de la colonie d'Alexandrowka, mais au moins pour la conception de la maison de campagne construite sur la colline Alexanderberg. Le plan du village Glasovo dont la colonie russe a adopté la palissade qui l'entoure avait été réalisé par l'architecte italien installé à Saint-Pétersbourg, Carlo Rossi, à la demande de l'impératrice Alexandra Feodorovna. Le parc de Pavlovsk se distingue également par les nouvelles techniques agricoles qui y sont expérimentées. Comme le montrent la maison de Nikolskoe ou la maison de campagne, plusieurs sources cumulées ont servi de base à la conception de l'Alexandrowka avec des modèles d'inspiration qui s'étalent de la France à la Russie et sont adaptés par des architectes-paysagistes de renom introduisant le style de jardin préromantique anglais.

## Conception et description de la colonie russe de Potsdam

### Le supposé modèle des colonies militaires russes

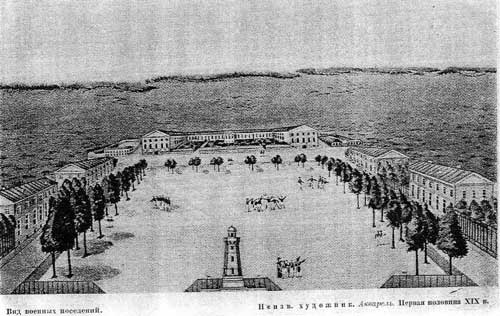
Colonie militaire Krechevitsy, oblast de Novgorod, Russie.

Pour comprendre pourquoi le roi de Prusse parle de colonie russe, il faut revenir au plan de colonisation par des soldats-cultivateurs pratiqués en Russie et dans l'empire austro-hongrois au XIXe siècle. Après les guerres napoléoniennes, les souverains russes se sont rendu compte que leurs terres n’étaient plus à l’abri d’un envahisseur. Il fallait trouver des solutions et l’une d’elles était la création des colonies militaires dont le système a été mis en place et lancé à partir de 1819 sous l’impulsion d’Alexandre Ier et la direction du général Alexis Araktcheïev. Ce faisant, il convient de ne pas s’arrêter à l’aspect militaire de ces colonies. Au contraire, elles ont contribué à la colonisation et à l’exploitation agricole des terres forestières et marécageuses dans les campagnes, en priorité celles des régions frontalières à la Pologne, à la Turquie ou au Caucase. Chaque régiment recevait une surface de terre équivalente pour y construire des maisons après avoir exécuté le travail harassant de défrichement, d’asséchement des marécages et terres humides, de terrassement et de remblayage pour pouvoir créer le village.
Le projet de l’empereur est d’ordre économique avant d’être militaire : il entend d’abord réduire les coûts de son armée en donnant la possibilité aux soldats-paysans-colons de subvenir à leurs besoins sur des terres qui ne leur appartiennent pas car elles restent propriété de la couronne. Ensuite, il faut entretenir la discipline et la loyauté au souverain en période de paix dans des territoires parfois très reculés. Si les soldats sont inactifs et oisifs dans leurs casernements, les écarts et les manquements à la discipline, voire les désertions, nuisent à la cohésion de l’armée. À Potsdam par exemple, le roi dut bâtir une muraille autour de la ville de garnison pour contrôler les soldats inactifs ou récalcitrants. Le soldat cultivateur peut avoir sa famille près de lui et se sent redevable envers son souverain, ce qui crée un lien de dépendance mais aussi de fidélité plus que d’obéissance. Une fois que les terres arables sont exploitables, les bâtiments d’habitation et d’exploitation sont construits par les soldats du bataillon concerné. Chaque soldat-paysan a le droit d’héberger ses parents, sa femme et ses enfants. La colonie d’un bataillon sur les trois d’un régiment est également obligé d’accueillir les membres des deux autres bataillons le temps que les terres de la colonie suivante soient prêtes et ainsi de suite jusqu’à l’hébergement de tout un corps. Il y a quatre compagnies dans un bataillon et 70 maisons pour une colonie militaire correspondant en gros à un bataillon.
Au départ, la plupart des bâtiments sont en bois, des maisons-blocs. Les villages impériaux où les colonies militaires sont installées a posteriori contiennent des habitants qui logeaient dans des isbas simples sous la condition de serfs. Dans une colonie militaire, les bâtiments sont disposés mur gouttereau vers la rue ou la place d'armes. Avec le temps, ils deviennent plus grands que des isbas. Dans chaque village, des maîtres ou chefs colons sont désignés parmi les hommes autour de la cinquantaine; ils doivent recevoir un soldat et sa famille. Son auxiliaire nommé le réserve obtient une maison similaire à la sienne et il est formé pour seconder ou remplacer le chef colon. Chaque maison est prévue pour quatre familles. Au-dessus de leur appartement respectif, il y a une pièce de vie commune pour huit soldats. Un large chemin central sépare les isbas précédées d’un jardin-potager. Le bâtiment principal dispose d’une grande cour  avec sur le pourtour une grange, une étable-écurie, un grenier à grain entre autres. À l’arrière, un autre chemin d’exploitation large longe les fermes et donne accès aux champs,.
Comme ils n’en demeurent pas moins soldats, les colons doivent se rendre deux fois par semaine aux exercices militaires, les soldats des autres bataillons en attente de terres aident aux travaux agricoles. Dans chaque régiment, il y a aussi des artisans boulangers, charpentiers, menuisiers, tailleurs, forgerons entre autres. Les fils des soldats entre 13 et 17 ans, habillés en uniforme et désignés comme cantonniers, suivent une instruction paramilitaire, ils sont aussi envoyés dans les villes voisines pour y faire un apprentissage dans ces corps de métier. Au milieu des compagnies se trouvent une place où sont faits les exercices (surtout d’infanterie, mais aussi de cavalerie dans la partie méridionale de la Russie, un poste de garde, une chapelle, le logement du pope et des sous-officiers. La colonie a son école interne et les femmes qui se marient au sein d’une colonie ne peuvent plus la quitter.

### Quel modèle de maison pour quelle image de la Russie à Potsdam

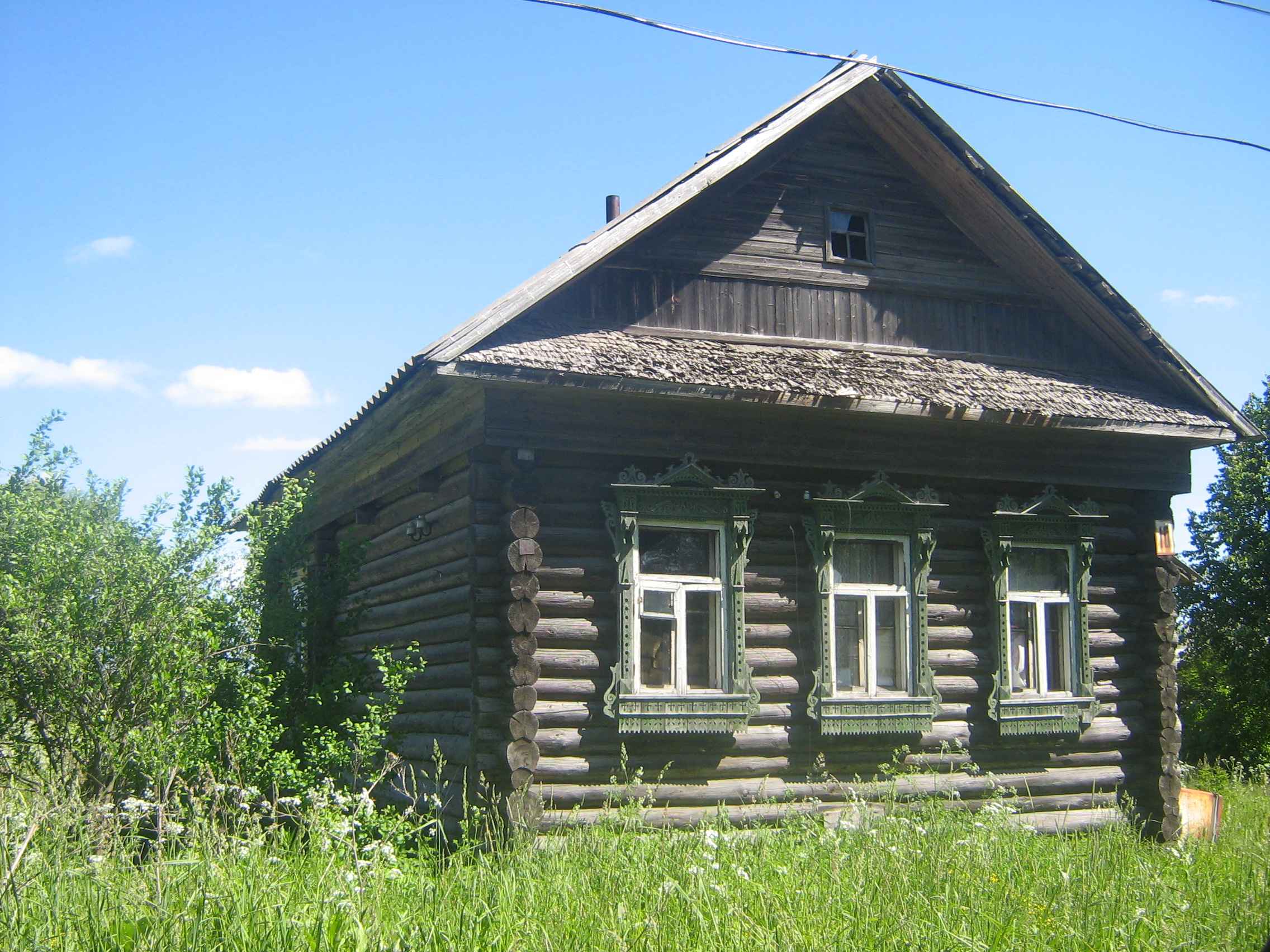
Isba dans le village de Kouchalino, Ramechkovsky, Oblast de Tver. On y reconnaît la rangée de 3 fenêtres, symbole de la sainte Trinité.

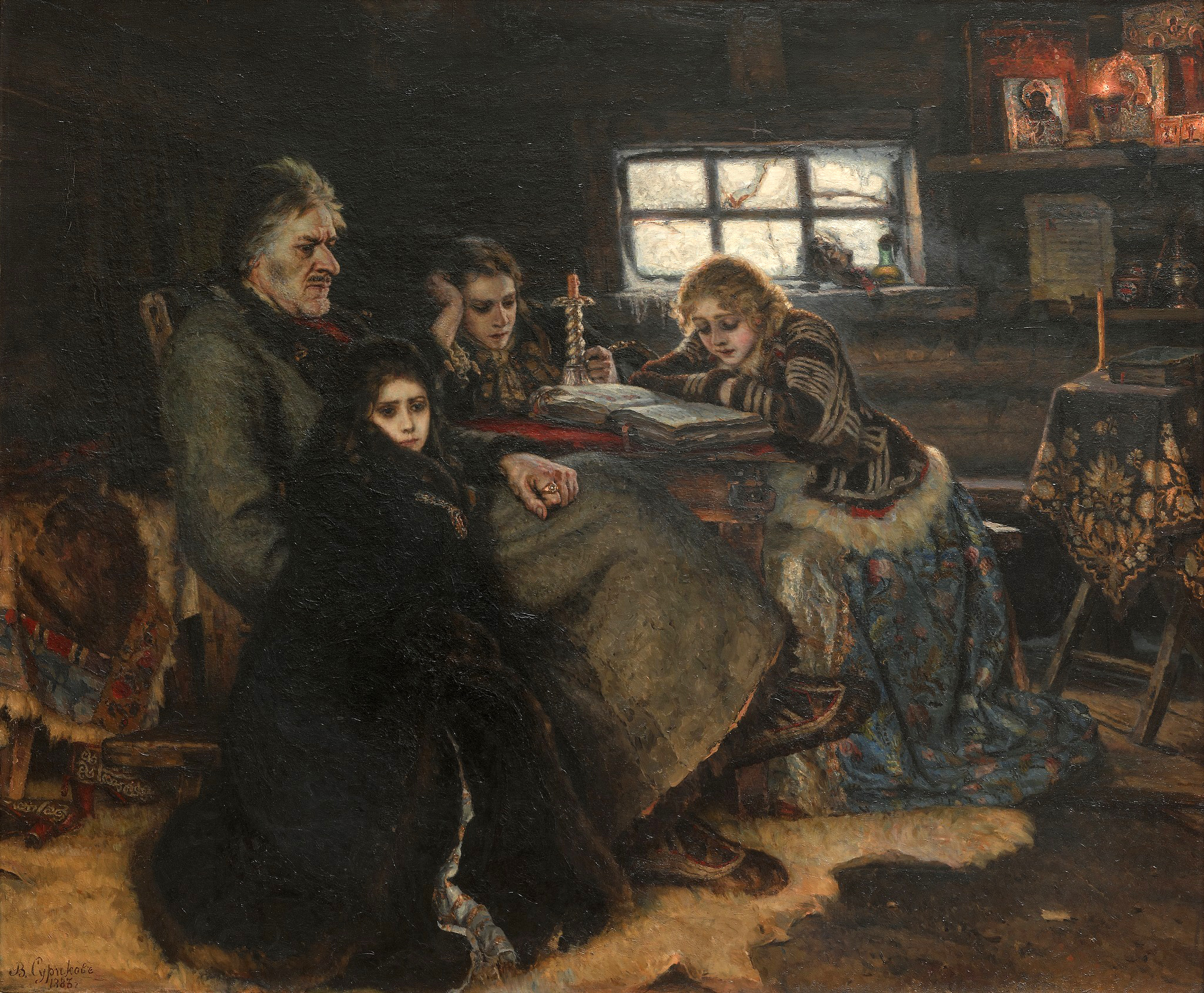
Menchikov et sa famille dans la pièce unique de son isba à Beriozovo, peinture de Vassili Sourikov. On aperçoit au fond à droite le coin de piété avec les icônes.

Vouloir transposer un village artificiel dans un pays d’une autre culture relève automatiquement de la perception qu’ont les habitants du pays d’origine comme l’étudient les imagologues. Par exemple, l’observation des pavillons successifs de la Russie aux Expositions universelles du XIXe siècle illustre bien cette image construite artificiellement par les visiteurs, mais partiellement voulue par les organisateurs. Il faut dire que les organisateurs de la participation russe aux expositions étaient orientés vers les goûts et les attentes du public européen en lui proposant une image quasi fausse de la Russie, une image construite artificiellement. C’est en partie ce qui s’est passé à Potsdam, moins au niveau de la population locale qu'à celui du roi qui n’a pas voyagé dans les campagnes profondes de Russie; en revanche il a certainement admiré les parcs d’agrément de l’aristocratie de Saint-Pétersbourg. La vie à la campagne et l’authenticité de la vie du campagnard russe sont magnifiées et idéalisées : on sort une cabane rudimentaire de son contexte miséreux pour en faire une maison hyper-décorée, esthétiquement agréable à regarder. Lors de la construction de l’Alexandrowka, le style russe-byzantin domine dans les hautes sphères du pouvoir russe et dans les milieux intellectuels comme le style représentant le mieux l’âme russe. Il est encore trop tôt pour voir apparaître le style mixte éclectique et historiciste qui se développe à la fin du XIXe siècle avec le soutien des autorités et des acteurs économiques russes qui exporte une image de la Russie dans les Expositions universelles pour la promotion et la représentation de la Russie à l’étranger. À l’Exposition universelle de 1867 à Paris, 41 ans après l’Alexandrowka, le village russe comporte entre autres une maison de moujik  pseudo-russe à la mode à ce moment-là : les architectes misent sur l’innovation et conservent parallèlement des éléments architecturaux et ornementaux des siècles précédents pour donner l’illusion de la copie conforme d’un modèle architectural d’antan. Par conséquent, la colonie russe de Potsdam peut être considérée ici comme pionnière puisqu’elle s’est affranchie du modèle original tout en s’inspirant des projets en vogue dans la capitale russe. À Paris en 1867 comme à Potsdam en 1826, le challenge consiste à éveiller chez le spectateur le réflexe immédiat de reconnaître une maison russe sans avoir de connaissances particulières dans l’architecture de ce pays. C’est d’autant plus vrai que le modèle éclectique de l’Exposition universelle de 1867 était en réalité un projet publicitaire de la société Gromov, négociant en bois, qui s’est vite imposé comme référence de la maison russe passant d’expositions en expositions car elle était devenue le concept-type du pavillon national.
Les habitants de Potsdam qui se sont trouvés devant ces nouvelles maisons de la colonie russe ont dû être taraudés par la même interrogation que les visiteurs de l’Exposition de 1867 à Paris devant la ferme en rondins du pavillon russe : « Si les paysans russes en ont de semblables, il faut croire qu’ils ne sont pas trop à plaindre ». Les visiteurs étrangers ne peuvent qu’avoir du mal à classifier ce type de maison : cela doit être la cabane d’un paysan mais cela ressemble davantage à un chalet élégant qui s’apparente à un chalet suisse ou norvégien. Dans l’Album de l’Exposition illustrée, les allusions au côté trop luxueux de la maison traditionnelle du pavillon russe sont nombreuses. « Elle nous offrait plutôt une reproduction élégante des habitations de paysans russes, que leur type réel et tel qu’il se rencontre le plus souvent dans cet empire ». Lors de l’Exposition universelle de Vienne en 1873, en ce qui concerne la maison du paysan russe le guide décrit le bâtiment encore plus luxueux que ceux des Expositions précédentes en ces termes : « Rien de coquet et d'élégant comme l'Isbah russe, qui donnera aux visiteurs de l'Exposition une idée de l'architecture et de la construction employées par le paysan pour sa maison. Elle est toute en bois; les murs sont formés de poutres superposées et enchâssées à leur extrémité l'une de l'autre. (…) Les frontons de l'entrée et de la toiture sont des bois coupés, d'une physionomie assez élégante. Une terrasse, assez large, à laquelle on monte par quelques marches, permet au paysan de se reposer, le soir, en contemplant les prairies et les champs de blé qui l'environnent. Mais l'intérieur est loin de répondre à l'extérieur ».
Ces trois exemples de maison supposés représenter la Russie rurale paysanne à l’étranger (Potsdam, Paris, Vienne) illustre la volonté de s’éloigner de l’isba traditionnelle qui, semble-t-il, donnerait une image moins glorieuse de la vie dans les campagnes russes. Le projet de l’Alexandrowka s’est détourné de la colonie militaire, mais il s’est aussi éloigné de l’isba. Les origines de la formation du type isba traditionnel remontent avant le XVe siècle. Quelques gravures et descriptifs de cabanes sont également présents dans les chartes éditées au XVIe siècle par les souverains russes pour l’attribution de terres aux paysans. Les récits de voyage des premiers voyageurs occidentaux dans le pays de Moscou sont accompagnés de dessins caractéristiques de la maison de bois en Russie au XVIIe siècle, entre autres l’ambassadeur du duc de Holstein, Adam Olearius, le baron autrichien Mayerberg, le Suédois Erich Palmquist. Pour mieux délimiter les différences entre le type de maison finalement construit à Potsdam et l’isba traditionnelle qui était au Moyen Âge une cabane de rondins enfumée avec un toit de chaume, une petite porte et aucune fenêtre, il faut juste s’arrêter à quelques critères visibles à l’œil nu. Celui qui veut en lire davantage sur la maison paysanne russe traditionnelle se reportera à la bibliographie très fournie sur ce thème dans la plupart des langues européennes. Par ailleurs, le chapitre consacré à la décoration extérieure de la maison de l’Alexandrowka ci-dessous revient sur de nombreux aspects païens empreints de superstition.
Jusqu’au XIXe siècle, l’isba des paysans ordinaires comporte une seule pièce (environ 25 m2), pas seulement par manque de moyens, mais aussi parce que l’agencement et l’aménagement de cette grande pièce à vivre répond à un style de vie et à une conception spécifiquement russes du foyer protecteur par rapport aux éléments maléfiques de l’extérieur. L’isba des plus aisés dispose à l'étage d’une chambre mansardée (nommée терема en russe) au-dessus de la pièce de vie unique conservée ; la terema est éclairée par des fenêtres, c’est le lieu où se retrouvent habituellement les femmes et celui qui est maintes fois évoqué dans les contes et récits populaires russes. L’agencement intérieur des maisons de la colonie de Potsdam correspond davantage à la culture allemande de la Stube  (l'équivalent du salon ou séjour aujourd'hui, la pièce la plus jolie où on reçoit les invités) et de la séparation fonctionnelle des pièces. Le modèle de base à Potsdam comporte en effet 5 pièces et un grand vestibule distributeur, ce dernier correspondant aussi très bien à la culture architecturale germanique. Ce faisant, les concepteurs de l’Alexandrowka renoncent donc à la pièce unique et chauffée où tout le monde dort, mange et vit. La plupart des maisons de Potsdam resteront néanmoins de plain-pied.
Malgré l’augmentation du nombre des espaces privatifs et la création d’une cuisine séparée, le séjour (en fait il y en aura deux, le petit et le grand) a conservé des traces d'une aire culturelle beaucoup plus vaste qui va de l'Alsace à la Russie concernant l’ancienne grande pièce à vivre aménagée sur un axe diagonal et répandue en Europe centrale, en Europe du Nord et en Europe de l'Est. À la première extrémité de la diagonale se trouve le coin symbolisant la piété et l’autorité (красныи угол), et à l’autre extrémité le poêle, печь, représentant la sphère familiale. Abandonné plus tôt en Scandinavie et en Pologne, le coin dit du bon dieu (Les différents dialectes de l’allemand supérieur désignent ce coin de piété  par les termes Herrgottswinkel, Herrgottseck, heilige Hinterecke) est resté plus longtemps vivace en Alsace, en Allemagne du Sud, en Suisse et en Autriche, même s’il faut dorénavant aller de plus en plus dans les écomusées, les salles à manger des hôtels et restaurants soucieux de sauvegarder la tradition pour voir ces coins du bon dieu orienté le plus souvent vers le sud-est c'est-à-dire dans la direction de Jérusalem. Dans les régions très traditionnelles comme la Forêt-Noire, certaines fermes dispersées dans la montagne ont résolument conservé le coin du bon dieu dans leur séjour. Dans la plupart des régions pratiquant le Herrgottswinkel, la tradition du bouquet d'herbes aromatiques séchées béni à l'Assomption de Marie et accroché en bas de la croix s'est maintenue dans les campagnes pour protéger hommes et animaux toute l'année. Au poêle de l'isba russe orienté vers le couchant et au-dessus duquel dormait d'ailleurs un parent âgé, fait écho le Kachelofe des régions alémaniques (Souabe, Bade, Alsace, Suisse) à l'extrémité occidentale de ce grand bassin culturel.

### La forme de la colonie retenue à Potsdam

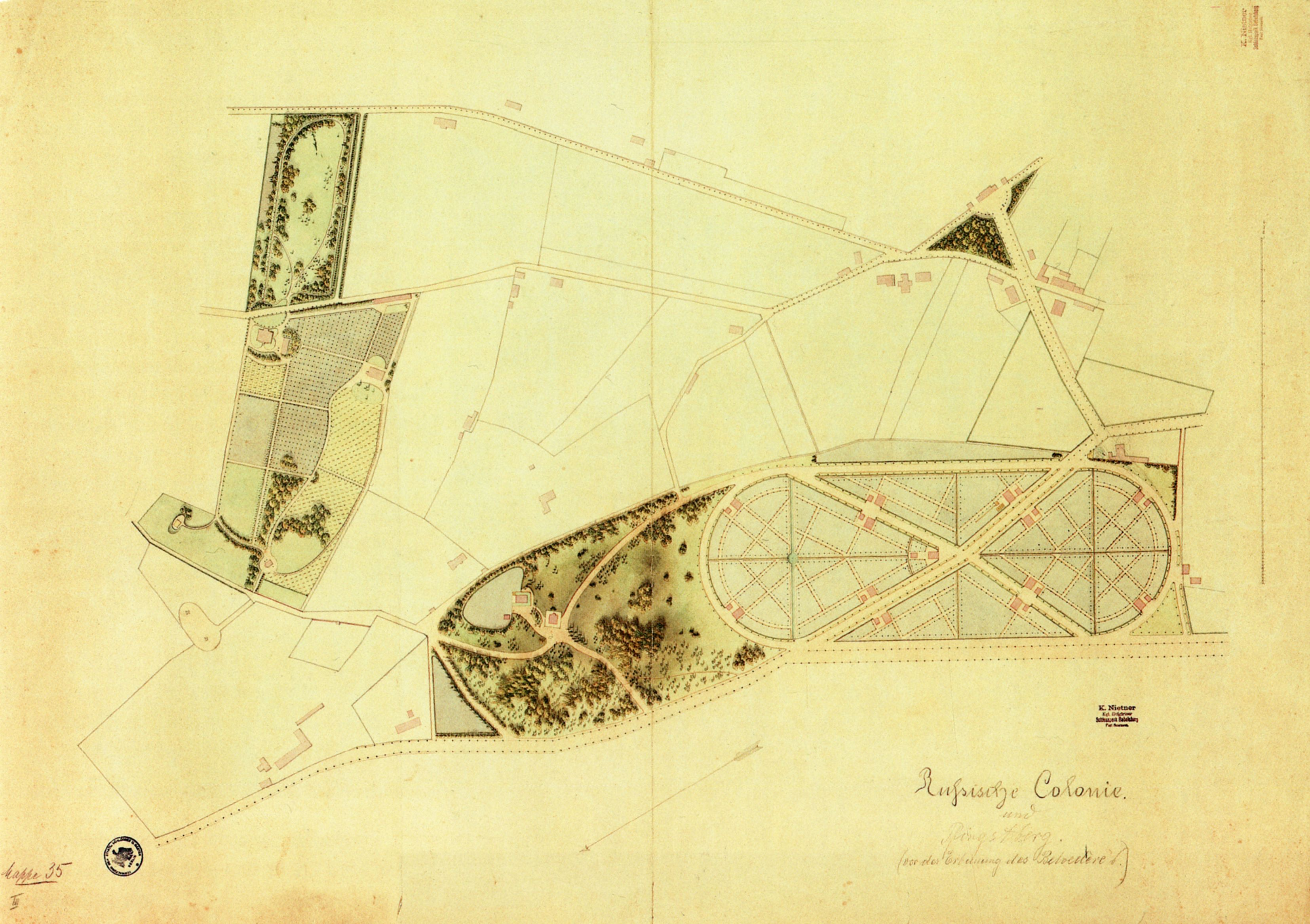
Plan à la plume Alexandrowka et Pfingstberg, de Hermann Fintelmann, vers 1845.

Compte tenu de l'aspect général des colonies militaires russes (военные поселения) décrites plus haut, a fortiori quand elles utiliseront la pierre au lieu du bois brute, il apparaît évident que l'Alexandrowka ne correspond pas à la colonie militaire stricto sensu, mais se contente de s'en inspirer vaguement dans l'esprit en l'honneur de son initiateur l'empereur Alexandre Ier. Ce sont effectivement des soldats-choristes  russes qui vont s'y installer au début et il y a en outre une maison au centre du parc qui fait fonction de maison de gardien à l'instar du chef-colon en Russie. À Alexandrowka, les maisons se trouvent également le long des chemins, mais il n'y en a que treize et c'est le mur pignon qui face à la rue. Pour ce qui est du reste, on peut parler davantage de colonie civile aménagée avec goût, riche en verdure et dotée de maisons dont auraient certainement rêvé les paysans-serfs de la Russie du XIXe siècle. Il n'est nullement questions de colons-défricheurs céréaliers avec plusieurs bâtiment d'exploitation agricole agrégés autour d'une cour intérieure. Le colonel von Puttkamer qui rédigea quelques articles sur l'histoire de la colonie russe de Potsdam explique que c'est à dessein que des plans et croquis de villages russes soient envoyés aux responsables du projet car « un parc à la façon d'une colonie militaire de ces régions où les maisons sont orientées façades longues sur rue n'aurait pas belle allure et présenterait un aspect extérieur franchement défavorable ».
Au-delà de la couleur russe que souhaitait donner le monarque prussien à sa colonie, son paysagiste Lenné et son équipe envisageaient également un espace vert agréable à regarder tant par la floraison printanière des arbres fruitiers que par l'aménagement global des parties cultivables et décoratives. L'arrivée du projet des villages artificiels jamais réalisés de Glasovo dans le parc de Pavlovsk et de Tsarskoïe Selo, banlieue de Saint-Pétersbourg, fournis par la Russie dans les années 1820, fournira un support visuel riche en enseignement pour les maîtres d'ouvrage comme pour les maîtres d'œuvre. Les archives disposent encore de la charte de la colonie Alexandrowka réalisée par Stanzow en 1827, avec un croquis dessiné à la main sur carton, avec plume et encre de Chine à partir de laquelle a été réalisée l'Alexandrowka. Grâce au croquis dit de Fintelmann qui date environ de 1848, donc presque vingt ans plus tard, on sait qu'entre temps la maison du gardien au centre de la croix de saint André a obtenu une étable et la chapelle sur la colline Alexanderberg a été construite. Le plan Fintelmann ci-contre sert jusqu'aujourd'hui d'échelle de référence pour toutes les mesures d'aménagement ou de restauration dans la colonie. Le roi souhaite que la colonie soit entourée d'une palissade avec des arbres plantés tout du long tels que décrits par les croquis envoyés par les collègues russes. Ce sera le parc de Glasovo qui sera retenu pour cette palissade et la disposition des arbres et des jardins.

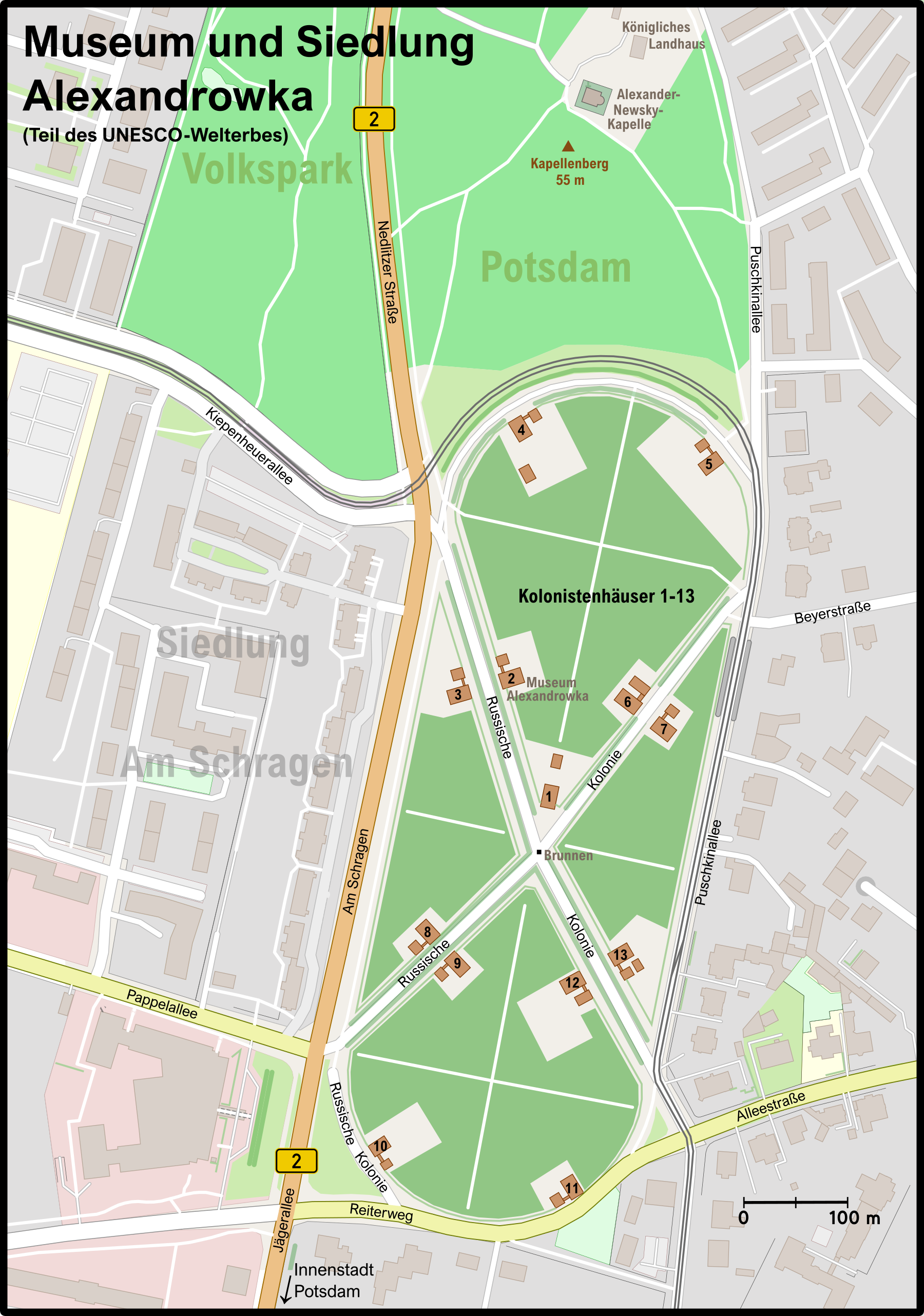
Plan récent de l'Alexandrowka.

L'aspect général retenu est moins martial qu'une colonie militaire à vocation pratique et synoptique. Il a une forme d'hippodrome à l'intérieur duquel les chemins principaux forment une croix de saint André coupée en son centre par deux sentiers secondaires en croix grecque, eux-mêmes entrecoupés par de multiples sentiers qui permettent d'accéder à chaque maison en coupant à travers le parc. L'ensemble est entouré d'une palissade et d'une haie arbustive et arborée. Légèrement surélevée au nord de l'hippodrome, dans un espace beaucoup plus boisé, la chapelle de style orthodoxe et la maison de campagne royale domine la colonie. Sur chaque bras de la croix de saint André au milieu, deux maisons en bord de chemin se font face, ce qui fait huit maisons. Aux extrémités arrondies de l'hippodrome, respectivement sur le côté droite et gauche, se trouve une seule maison, ce qui fait quatre maisons. Au centre, à la croisée des chemins en croix de saint André, il y a la maison du gardien qui est aujourd'hui un salon de thé.
Le choix de construction retenu pour les maisons de l'Alexandrowka illustre aussi très bien l'approche moderne de l'histoire globale: il y a eu en effet un transfert et une déformation des codes culturels russes et allemands. Un style de maison ne reste pas confiné à une seule culture, même si elle en est la patrie initiale; il évolue et s'adapte aux besoins ou aux sensibilités du pays d'accueil. La maison en rondins russe et la maison à colombages  avec rondins en trompe-l'œil à Potsdam connectent des espaces différents.

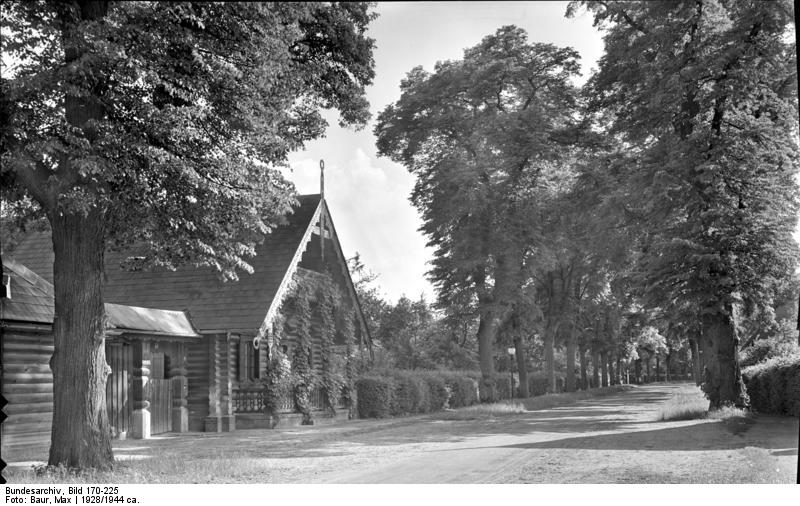
Alexandrowka, image d'archives no 170-225, Max Bauer, début XXe siècle.
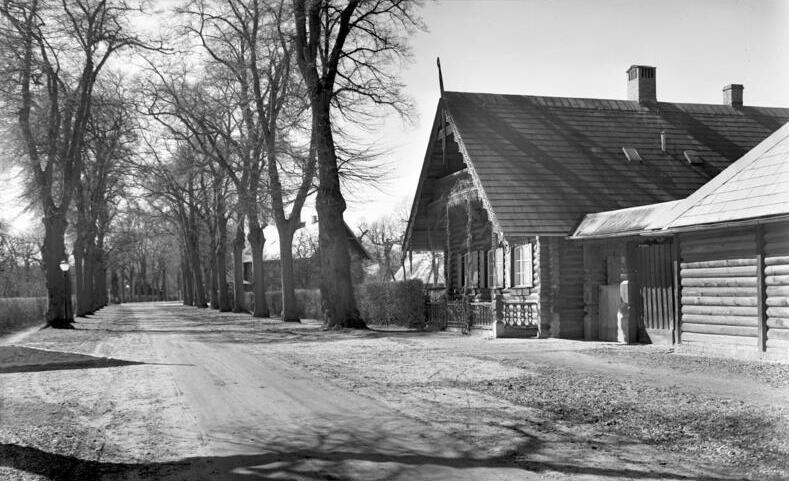
Alexandrowka, image d'archives no 170-226, Max Bauer, début XXe siècle.
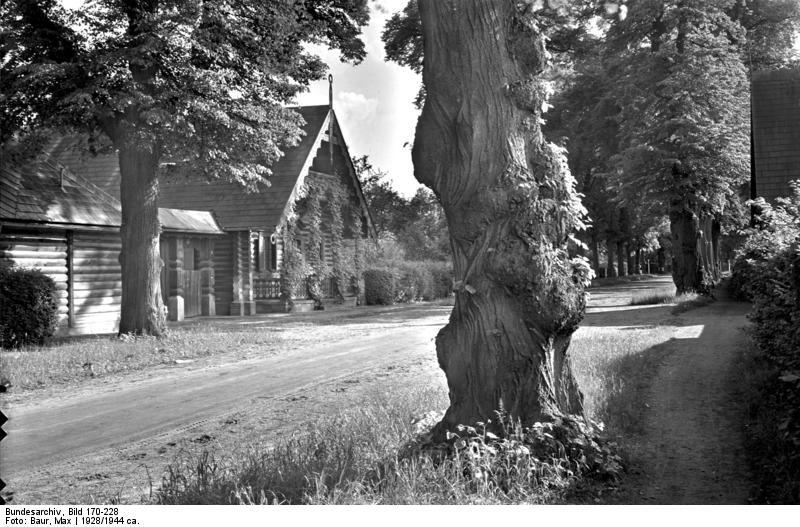
Alexandrowka, image d'archives no 170-228, Max Bauer, début XXe siècle.
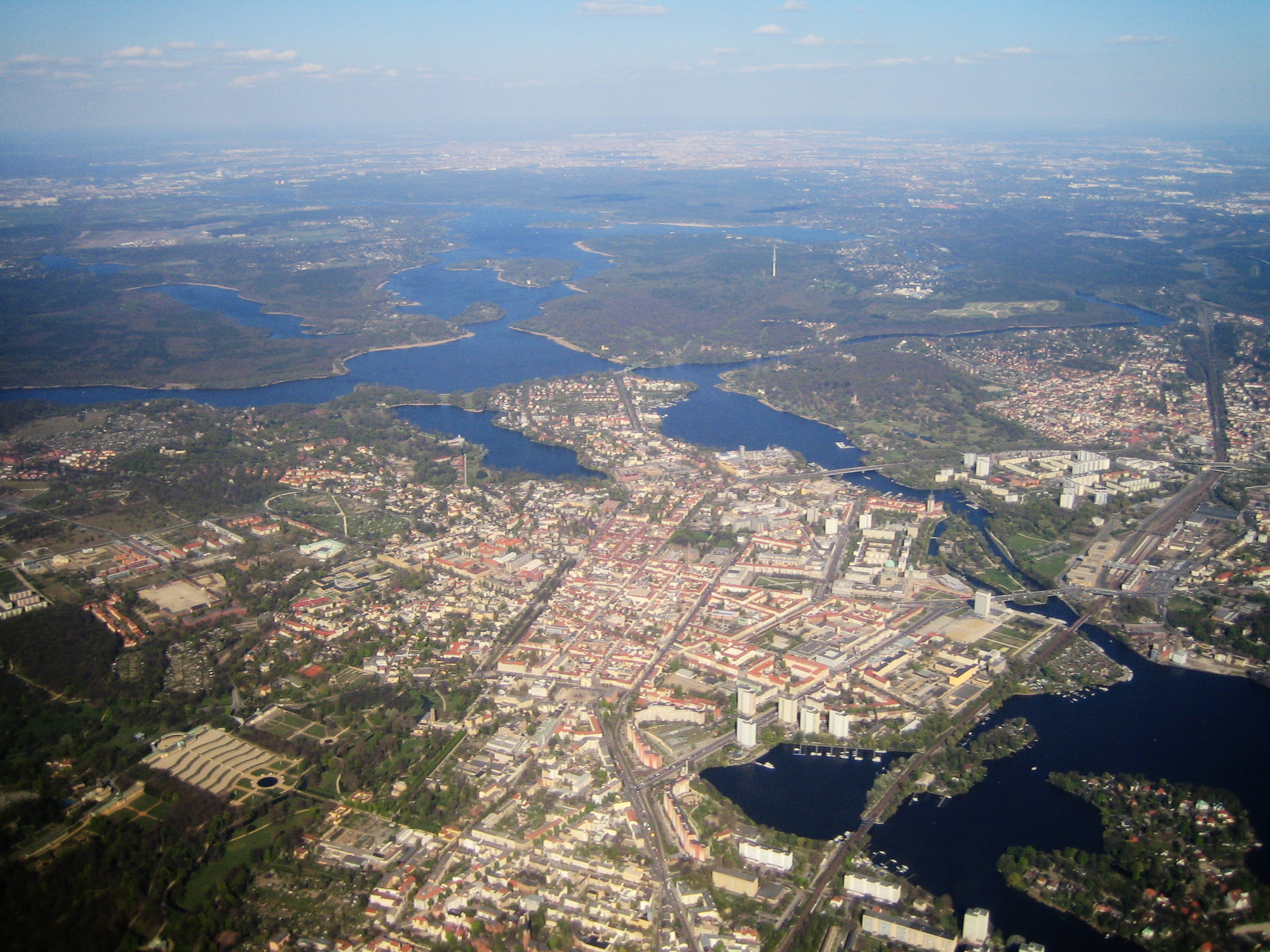
Vue aérienne de Potsdam. L'Alexandrowka est repérable à gauche, centre, avec les chemins en croix de saint André entre Sanssouci et les lacs.

## Description des maisons de l’Alexandrowka

### Le visage de la maison

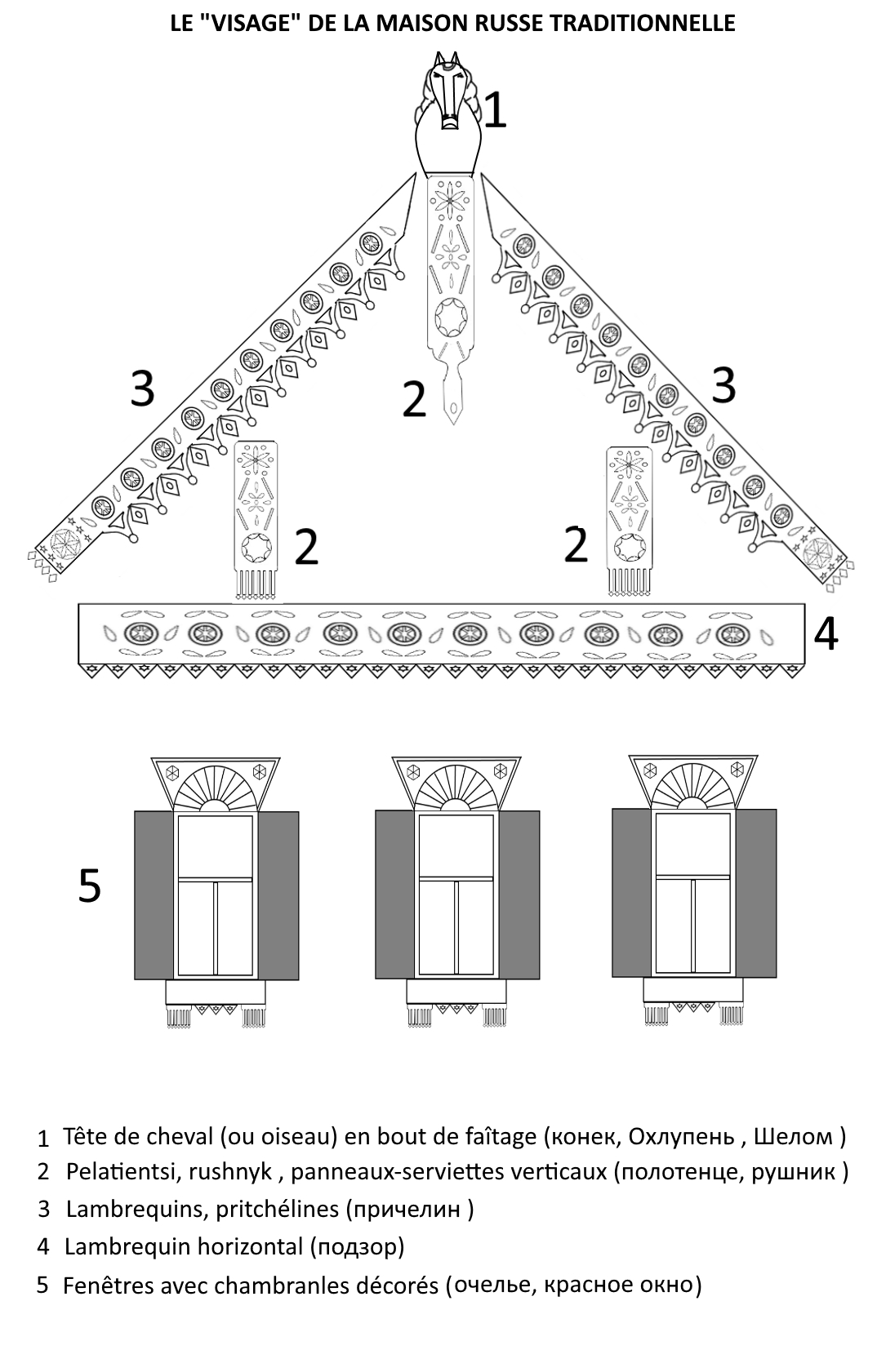
La maison russe a un « litsom » (un visage). Pour le lire, des éléments ornementaux récurrents servent de repères.

Sachant que les maisons de l’Alexandrowka imite d’un point de vue visuel la maison traditionnelle russe occidentale, leurs façades côté pignon doivent être lues et interprétées selon une démarche très ancrée dans la culture russe ; la méthode de décoration de la maison russe utilisant la sculpture du bois s’appelle la domovaya rezba (Домовая резьба), mot à mot « fil de maison ».
Il faut d’abord distinguer trois niveaux dans la lecture de la maison et chaque niveau est décoré selon des règles précises :
- Le premier niveau est celui du soubassement, du sous-sol représentant le monde souterrain mais aussi la terre des ancêtres ;
- Le deuxième niveau se compose de la structure centrale en bois où les gens vivent. Il symbolise logiquement le monde des êtres vivants, hommes et animaux qui cohabitent intimement ;
- Le troisième niveau se constitue du toit et du fronton du pignon qui symbolisent le ciel et la voûte céleste.

À Potsdam, le visage de la maison fait référence à la première variété de maison qui succède à l’isba originelle sans fenêtre: une petite cabane avec trois fenêtres sur la façade, composée d’un vestibule qui sert de sas avant la grande pièce de vie unique où se trouve le poêle. Or, en terres russes, les isbas prendront avec le temps des formes plus monumentales et plus sophistiquées avec des oriels, des balustrades et des balcons richement décorés : le modèle élargi nommé isba piatistennaïa est plus grand et sa façade comporte cinq ou parfois six fenêtres côte à côte qui reflètent les particularités d'une disposition interne plus complexe. Ce type de maison n'est pas représenté à Potsdam.
La symbolique de l’ornementation des maisons traditionnelles russes fait partie des programmes pédagogiques en Russie car elle renvoie systématiquement à de nombreux thèmes interdisciplinaires touchant à la fois la religion, la mythologie panslave, les arts traditionnels, les technologies ancestrales et l’histoire-géographie entre autres. Par exemple la séquence « La ville dans le passé » d’un site de partage pour enseignants met par exemple l’accent sur les ornements populaires russes comme les symboles solaires, aquatiques, terriens ou mythologiques sans oublier les représentations d’amulettes stylisées d’animaux et de créatures mythologiques. Comme il a déjà dit plus haut, la conception russe de l’isba s’est matérialisée dans la langue et la représentation iconographique autour de la maison. La maison a un litsom, mot russe qui veut dire figure, visage ou physionomie d’une personne. Le visage de la maison correspond au visage de l’homme : les mots pour la décrire sont soit identiques aux mots anatomiques soit ils sont de la même étymologie.
Les frises, planches décoratives et bandes de rives, les chambranles et les balustrades permettent de donner un visage à la maison russe traditionnelle grâce des ornements floraux ajourés (ажурный растительный орнамент), des motifs identiques à ceux en usage dans la dentellerie et les costumes traditionnels, souvent d’origine préchrétienne ou syncrétique comme les symboles solaires (demi-soleil ou polousolnechka pour les chambranles de fenêtre)  ou l’arbre de vie (Дерево жизни) ou encore de la culture populaire comme la coiffe des femmes russes, la kokochnik.
En se plaçant devant une maison de la colonie russe de Potsdam, cette conception anatomique de la façade permet un décryptage plus aisé. En ce sens, la colonie Alexandrowka a de facto introduit une part de russité dans le Brandebourg.

### Construction et aspect extérieur

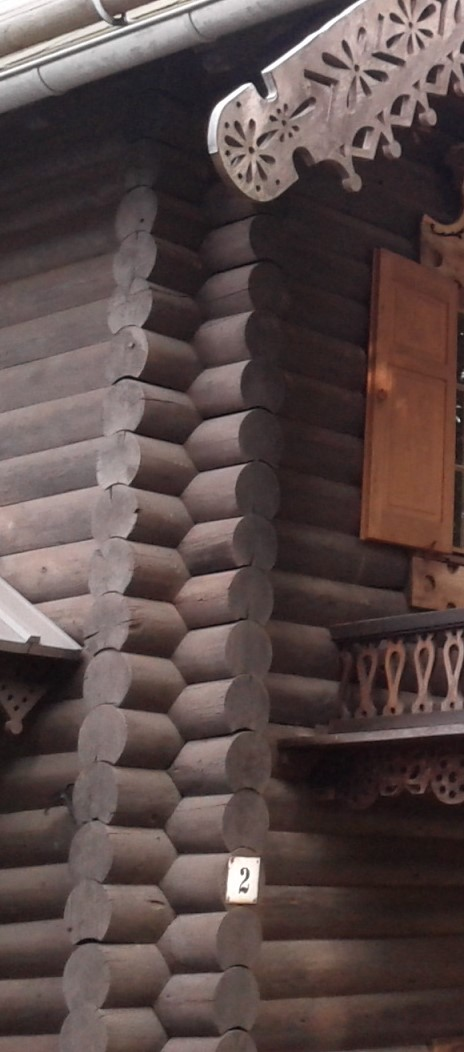
Les rondins apparents des maisons de l'Alexandrowka sont en réalité insérés dans le colombage pour simuler une maison en rondins.

En comparant avec les dessins de la colonie Glasowo réalisés sur papier aquarelle à l’encre de chine par l’architecte Charles Rossi en 1815, il apparaît clairement la maison de Glasowo a servi de modèle pour la maison de campagne royale sur l’Alexanderberg, mais peu pour les maisons de la colonie potsdamoise. On peut parler d’inspiration russe mais objectivement pas de copie. En réalité, les maisons de l’Alexandrowka reposent davantage sur le trompe-l’œil et sur une mode architecturale qui prévalait en Russie dans les milieux aisés influencés par l’historicisme et le retour aux valeurs traditionnelles magnifiées ou idéalisées.
Les maisons ont pignon sur rue car le roi voulait éviter de donner l’impression d’une colonie militaire dont l’alignement des longs murs gouttereaux dénature l’esthétique générale. Les extrémités des rondins qui dépassent des façades latérales sont en réalité insérées dans l’ossature bois du colombage rempli de klinker. La maison de la colonie russe n’est pas une isba mais une maison à colombages : il ne s’agit pas de maison en rondins ou bois plein et la façade ne reflète pas la distribution des pièces. L’isba traditionnelle a une grande pièce avec une organisation interne symbolique en diagonale (depuis le coin du bon dieu dans un angle jusqu’au fourneau dans l’autre angle) alors que la maison de la colonie possède deux séjours, le grand séjour et le petit séjour dont la fenêtre donne sur la rue.
La maison et l'étable sont reliées par un portail fermé et surmonté d'un petit toit, ce qui donne à l'ensemble un aspect homogène et clos. Une porte cochère et une petite porte donnent l'accès à l'intérieur de la cour entre habitation et étable.
Le bois choisi pour le colombage et le bardage est le pin sylvestre. Pour les décorations de pignon, les fenêtres et les parties annexes c’est le chêne qui a été retenu. Quelques essences mineures ont été également été utilisées. Les éléments de construction furent découpés à Berlin à la société SALA et montés à Potsdam. 36 charpentiers et 18 menuisiers ont travaillé à Berlin pendant deux mois et certains ont poursuivi sur le chantier à Potsdam. Un sergent, 26 soldats de la garde, section des pionniers, et respectivement 18 hommes provenant des 4 régiments d’infanterie de la garde qui étaient des maçons, des charpentiers et des menuisiers de métier.
Une fois le terrassement et les fondations terminés, tout le monde travaille à la construction d’une maison jusqu’à ce qu’elle soit terminée. Puis ils passent à la suivante et ainsi de suite. On commença au sud et on poursuit vers le nord. Sur les fondations, il y a une assise de rouleau-briques sur laquelle repose le seuil de fond.
Le toit à deux versants présente une structure à chevrons avec une inclinaison de 45°, avec charpente de 14 chevrons de ferme. On pourrait penser qu’il s’agit d’une ferme de type suédois à cause du chevronnage apparent qui n’est en réalité qu’un trompe-l'œil. La couverture du toit était à l’origine faite de planches disposées verticalement. Les joints à franc-bord sont recouverts par des plinthes. Cette couverture n’est aucunement russe, elle est déjà pratiquée en Allemagne et décrite dans les traités des couvreurs disponibles à l’époque. Les planches du toit ont été traitées à l’huile de lin à partir de 1834. Contrairement à la couverture traditionnelle de l’isba, il n’y a pas eu de toit de chaume à Potsdam. À partir de 1877, les toits furent couverts avec de l’ardoise anglaise.
L’architecte de la garnison Boeckler avait déposé une demande d’agrandissement des fenêtres en 1864 aux représentants du roi sachant que celui-ci ne voudra peut-être pas qu’on touche au caractère russe de la maison en rondins même si c’est un trompe-l’œil. En fait, très peu de choses ont changé jusqu’à aujourd’hui : le visiteur actuel voit les maisons quasiment dans leur était d’origine. Il n’y avait pas de contrevents  à l’origine et la couleur est moins représentée à Potsdam que dans les maisons de campagne en Russie. Seule la maison du gardien a reçu un chambranle de fenêtre en couleur et la maison no 13 fut dotée de contrevents à la demande du propriétaire qui s’engageait à respecter l’aspect russe.

### Éléments décoratifs et ornementaux
Les premiers documents dont les chercheurs ont disposé sur les maisons traditionnelles étaient constitués par les chartes des XVe et XVIe siècles relatives au domaine concédé aux mujiks. Grâce aux miniatures du XVIe siècle, la faune et la flore mythologiques sont connues des spécialistes qui travaillent sur cet art décoratif populaire qui s'est perpétué jusqu'à nos jours. Mais ce sont les éléments décoratifs des maisons du village artificiel de Glasowo qui ont été retenus pour les façades des maisons de Potsdam. La décoration provient des croquis et dessins de Rossi pour Glasowo, bien qu’à l’Alexandrowka les associations ornementales s’en soient émancipées. Les ornements des terrasses et balcons n’ont pas été vernis ou peints, seules les décorations des fenêtres ont eu le droit d’être peintes avec peinture à l’huile. La couleur était couleur chêne.

#### Superstitions et coutumes ancestrales en arrière-plan
Pour comprendre les décorations de la maison traditionnelle russe et par voie de conséquence leur fonction symbolique, il faut d’abord revenir à la conception qu’ont eue les Russes de leur isba pendant des siècles. De nombreux aspects sont néanmoins communs aux superstitions qu’on rencontre en Europe occidentale, même si elles s’expriment de manière différente, comme la crainte de bâtir son foyer à un endroit maudit, maléfique ou défavorable en raison de multiples facteurs à la fois naturels ou irrationnels pour ne pas dire surnaturels. Si la forme de l’ornement est ancrée dans la culture locale, la peur panique face aux mauvais esprits et aux influences néfastes provenant de l’extérieur est résolument identique de l’est vers l’ouest. Outre la pratique de la bénédiction directement gravée ou peinte sur le pignon de la maison, certaines familles pieuses de plusieurs confessions en Europe réclament aujourd’hui encore la bénédiction de leur nouvelle maison comme dans l’église catholique où ce rite est déjà attesté dans le sacramentaire gélasien : les anges doivent garder la demeure et  « chasser d’elle toute influence du Malin ». Sont concernés les mêmes lieux sensibles que dans l’isba russe comme le seuil de la porte  ou les lieux de vie des hommes et des bêtes troublés par les suppôts de Satan. Dans l’isba russe, cette phobie du mal pénétrant la maison est particulièrement développée : de multiples règles de vie doivent faire barrage au mal personnifié, y compris sous la table qui est pour le paysan russe l’équivalent de l'autel à l’église puisqu’elle est d’ailleurs toujours placée dans l’angle de piété sous les icônes,. La tradition veut que le diable aime se balancer sur le pied d'un convive, s'asseoir sous la table au moment des repas de sorte qu’il est rigoureusement interdit de croiser les jambes et de balancer le pied.
D’ailleurs, au-delà de l’ornementation et des rituels à vocation protectrice spécifique à chaque région, il est intéressant de noter que, des Vosges à l’Oural, de la Scandinavie aux Alpes, les fermes des campagnes partagent aussi l’esprit domestique que les occupants de la maison choient malgré ses facéties passagères puisqu’il protège la demeure et ses occupants En Russie, c’est le domovoï à l’instar du sôtré du Grand-Est français et de la Wallonie belge, du  puk des Allemands septentrionaux, du skřítek des Tchèques, du tomte scandinave, du haltia finlandais, du mamarro ou iratxo basque.
L’analogie entre la maison et le corps humain est plus spécifique à l’isba russe. De nombreuses études y ont été consacrées. Les dénominations des différentes parties de la maison correspondent aux mots utilisés pour désigner les parties du visage par exemple : la fenêtre est un œil, l’ouverture du four est la bouche, la porte a souvent une connotation génitale, pour en citer que ces exemples. C’est pourquoi la tradition veut que, quand une isba est inhabitée ou abandonnée, il faut clouer portes et fenêtres comme quand on ferme la bouche et les yeux d’un mort. La maison vit de facto au rythme de ses occupants et inversement les occupants doivent apprendre à respecter le fonctionnement de la maison soumise à tous les dangers venant de l’extérieur : tout est d’origine naturelle dans les isbas et par voie de conséquence tout vit et transmet son énergie vitale aux habitants. La décoration en subit les conséquences : on ne peut pas choisir n’importe quel bois car chaque essence a son histoire, ses bienfaits et ses propres défauts. Le bouleau étant un arbre sacré, il est écarté d’office. Pour les ornementations, les artisans utilisent des essences considérées en ces lieux comme moins nobles : le pin sylvestre ou l’épicéa. Ceci étant, pour atteindre le degré de raffinement et d’esthétique dans la décoration extérieure des maisons russes dont s’inspireront celles de Potsdam, il faudra attendre le XIXe siècle. Jusqu’au XVIIe siècle les isbas sont dites « noires » car elles n’ont pas de cheminée : l’intérieur est enfumé, sent la suie et l’extérieur se limite à une porte, seule orifice à protéger des dangers de l’extérieur. Quand il y a des fenêtres, elles sont minuscules et ne s’ouvrent pas. La décoration extérieure est rudimentaire mais elle est présente pour l’œil averti. Au XVIIIe siècle, Pierre le Grand exige que toutes les isbas autour de Saint-Pétersbourg soient construites avec une cheminée : les isbas deviennent « blanches ». Mais ailleurs ce sera longtemps encore un luxe d’avoir une isba blanche. Il faut attendre le XIXe siècle pour que l’isba blanche se généralise, un siècle qui correspond également à une mode architecturale de style russe ou pseudo-russe pour les maisons d’inspiration traditionnelle ou les datchas qui se commencent à se propager d’abord dans les milieux aristocratiques, puis chez les grands bourgeois et intellectuels.

#### La dimension sacrificielle dans la décoration
Attesté dans de nombreux pays de l’Europe centrale, mais surtout de l’Europe de l'Est, il fallait que l’esprit d’un animal sacrifié habite les lieux avant d’emménager dans l’isba. La victime expiatoire donne en quelque sorte son corps pour fournir le premier matériau de la construction dont elle reproduit l’apparence. Le sacrifice se faisait le plus souvent avec un poulet, un mouton ou un cheval. On coupait la tête de l’animal et l’enterrait sous le foyer. En Russie, cette tradition se poursuit encore dans certaines familles où les futurs occupants d’un nouvel appartement font d’abord entrer un chat ou chien (y compris celui de quelqu’un d’autre) avant de franchir le seuil. Les fouilles archéologiques semblent confirmer que le cheval sera l’animal le plus sacrifié. Avec le temps, et surtout avec l’introduction de la couverture en bois au lieu du chaume, la tête du cheval sera représentée de manière symbolique et ornementale sur le faîte du toit, essentiellement dans la partie nord de la Russie européenne. La tête de cheval ou parfois aussi deux têtes de chevaux croisées  n’est plus forcément reconnaissable avec le temps car sa forme devient de plus en plus stylisée ou simplifiée pour n’être qu’une sorte de moignon ou de piquet. C’est le cas à Potsdam où les deux volutes de chaque côté de l’épi de faîtage peuvent faire allusion à deux têtes de chevaux stylisées.

#### Décorations de porte et fenêtres

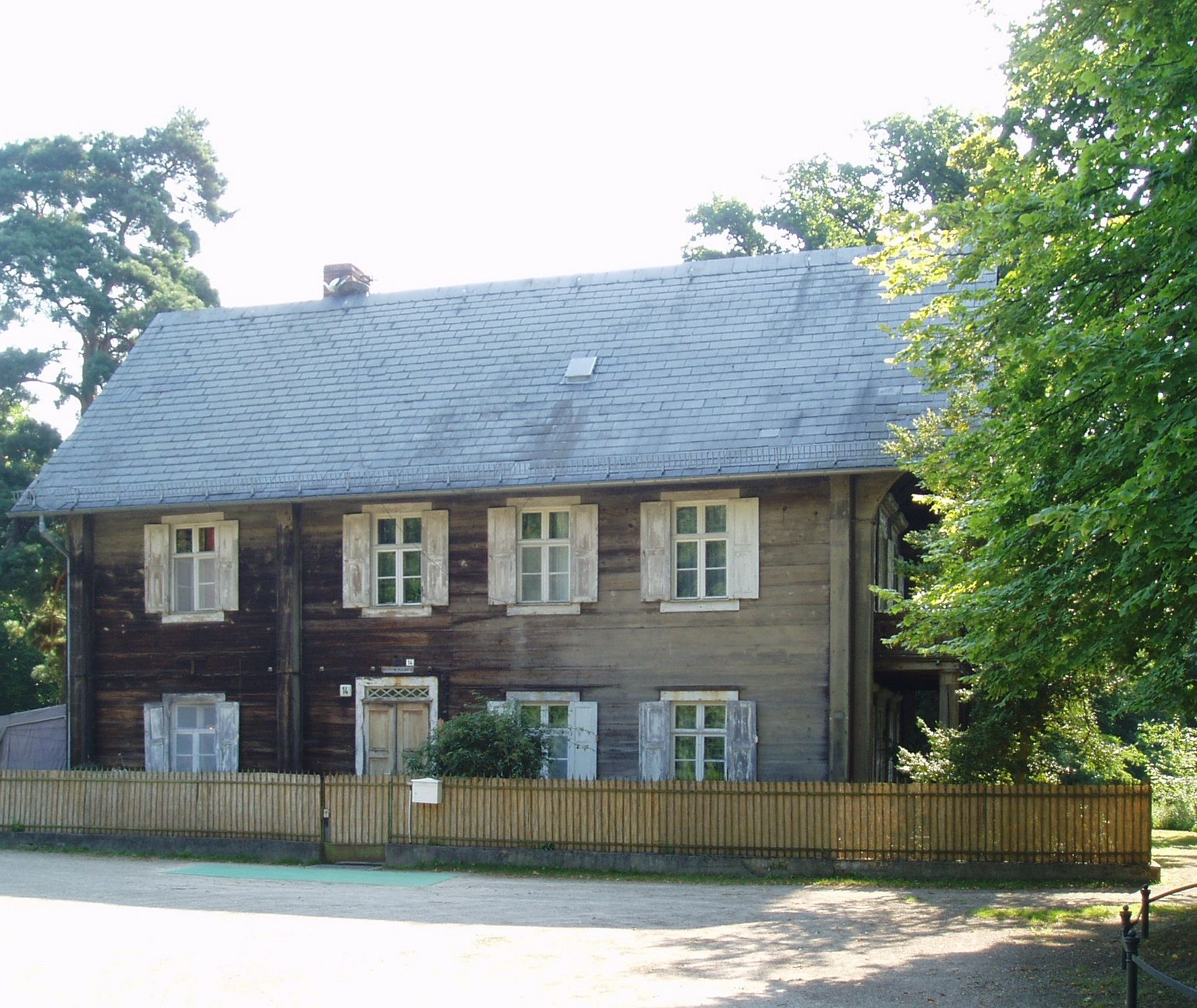
Maison no 14 de l'Alexandrowka. Fidèle à la tradition russe, seules les trois fenêtres du pignon avant étaient décorées. Sur le mur gouttereau, on remarque ici un chambranle classique.

L’abondance de la décoration des ouvertures de la maison russe illustre leur caractère quasi sacré dans les anciennes croyances russes. Cela se retrouve dans l’ornementation des maisons traditionnelles jusqu’à aujourd’hui. D’abord la porte se trouve sur le côté, généralement elle donne sur la cour intérieure. À Potsdam, comme dans le projet du village artificiel de Glasowo, l’accès à la porte d’entrée de la maison est de toute façon barré par ce portail massif qui protège des regards indiscrets. Le seuil de la porte est en effet le lieu où on enterrait jusqu’au XIXe siècle les nouveau-nés morts sans être baptisés. Des tas de rites entourent la porte : personne ne reste pas devant la porte, lieu où se tient d’ailleurs souvent le domovoï. On ne donne rien à la porte, on ne regarde pas par une porte ouverte, on ne parle pas à quelqu’un de l’autre côté de la porte fermée et la levée de la première personne à décéder dans la nouvelle maison ne se fait jamais par la porte mais par une fenêtre. La porte filtre tout ce qui transite de l’extérieur vers l’intérieur et vice-versa : il faut empêcher les forces du mal d’entrer y compris par les serrures. En conséquence, une croix orthodoxe était dessinée avec un cierge sur le jambage des portes, on y accrochait un fer à cheval, une lame de couteau ou de faux pour littéralement couper le passage aux mauvais esprits,.
La porte présente d’autres décorations d’origine païenne comme les cercles solaires, les lignes brisées et les différents symboles de fertilité.Tout ce qui n’entre pas par la porte mais par la fenêtre ou le conduit de fumée danger représente une perte de contrôle et donc un danger.A tort ou à raison, les Russes attribuent davantage de créativité dans les sculptures sur bois à la région de la Volga, et en particulier l’influence de la région de Novgorod, en se référant à un climat plus doux par rapport aux conditions de travail des maîtres-sculpteurs ou menuisiers du Nord. À l’origine, les cercles sculptés, les triangles et les croix avaient une signification symbolique proche du talisman. De nos jours, il n’est pas certain que tous les Russes sachent déchiffrer les symboles ornementaux des maisons traditionnelles, mais aussi de la dentelle et des vêtements folkloriques. La sculpture en bois du  Nijni Novgorod est particulièrement connue dans le pays.
Dans la colonie russe de Potsdam, la tradition des trois fenêtres sur rue a été respectée. La rangée de trois fenêtres représente la sainte Trinité. Par ailleurs, la fonction protectrice est proche de celle de la porte : en conséquence, la fenêtre reçoit logiquement de nombreux symboles protecteurs. Longtemps les fenêtres resteront fermées car, dans les croyances populaires, elles font la liaison avec le monde des morts. À l’origine il n’y avait de toute façon aucune fenêtre dans l’isba. À partir du XVe siècle, les paysans plus riches s’offrent des fenêtres décorées ; les spécialistes font commencer ici une nouvelle catégorie d’isba : la красные избы (kransnye izby ou « les belles isbas »). Cela ne signifie pas pour autant que la baie s’ouvre. Le caractère ambivalent de la fenêtre s’exprime dans le désir de la décorer à la hauteur de son importance sur le plan symbolique. Il faut attendre le XVIIIe siècle pour voir arriver les cheminées et les fenêtres. Les dernières ne sont toutefois pas vitrées, mais en mica ou vessie de porc. Quand les fenêtres s’ouvriront, d’autres rites s’installeront tels qu’on peut encore les lire dans les contes traditionnels russes. De fait, comme l’ange gardien de la maison vit sous la fenêtre, il ne faut pas cracher, jeter quoi que ce soit par la celle-ci. Du coup les femmes choisissent de bavarder entre elles sous la fenêtre. Par voie de conséquence, cet endroit revêt un caractère sacré et saint : le passage n’est autorisé qu’aux anges gardiens et de nombreux rites positifs s’y déroulent. Un tel endroit doit être magnifiquement décoré. Les dessins et plus tard les sculptures sur bois sur les chambranles de fenêtre sont à la hauteur de leur rôle protecteur. À Potsdam comme ailleurs, les резной наличник (reznoï nalitchnik ou « chambranles de fenêtre sculptée ») témoignent d’un savoir-faire des artisans menuisiers-sculpteurs impressionnant.
Les chambranles des fenêtres de la colonie de Potsdam se distinguent par leur relative sobriété comparées aux œuvres d’art presque flamboyantes qu’on peut trouver en Russie, y compris parfois sur des isbas rudimentaires où les fenêtres décorées contrastent avec le reste du bâti. L’énorme rôle ornemental joué par le chambranle de fenêtre dans l’architecture russe correspond clairement au fort pouvoir de représentation de cette partie de la maison vers l’extérieur. Il n’existe pas d’équivalent en Europe occidentale à ce niveau d’ornementation et notamment par la sculpture sur bois. À l’Ouest où le bois comme matériau de construction a été davantage associé à la masure paysanne ou au chalet des pâtres alpins, les personnes qui veulent afficher leur statut social joueront davantage avec la pierre noble utilisée pour le jambage, les balcons, les corniches, les oriels ou les encorbellements. À noter que les Européens de l’Ouest depuis la Renaissance apprécient davantage la diversité des vitres et carreaux pour leur fonction décorative supplémentaire quand les Russes ont mis davantage de temps à accepter qu’une fenêtre puisse même s’ouvrir. La symbolique et la perception de la fenêtre divergent clairement entre l’est et l’ouest. Pour autant, les chambranles sculptés de la colonie Alexandrowka représentent un compromis entre les deux : à la fois inhabituels pour l’œil occidental qui a rarement l’habitude de voir des fenêtres autant décorées dans des maisons en rondins et logiques car la maison doit évoquer au premier coup d’œil son inspiration russe.
Le motif de la kokochnik, la coiffe des femmes russes, a été très utilisé en Russie car, suivant sa forme, il peut se confondre avec un symbole solaire.
| Aucun fronton ; Décoration simple avec corniche supérieure qui rappelle davantage la corniche composite des temples antiques. | Fronton entrecoupé sans corniche posé directement sur le montant de la fenêtre ; le tympan est formé par un oiseau aux ailes déployées représentant un symbole solaire. | Fronton surbaissé sans corniche avec des motifs moins typés à tendance florale, vague allusion au fronton par enroulement. | Fronton triangulaire incomplet, surmontant un symbole solaire qui est ici un demi-soleil ou polousolnechka (Полусолнышко). Une corniche de type ionique. |
| | | | |

#### Les pelatientsi ou rouchnik

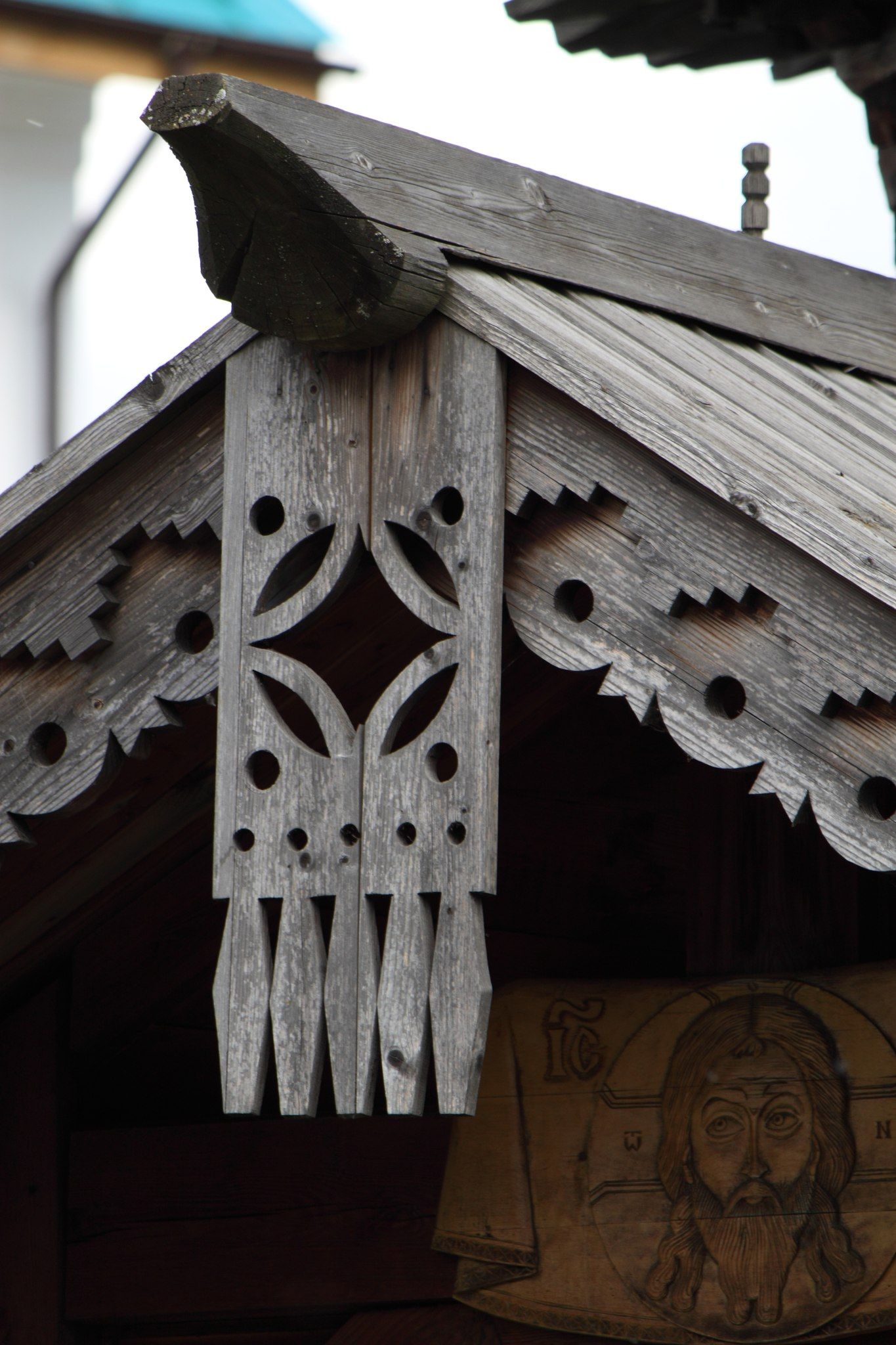
Le cheval ou oiseau stylisé au-dessus d'une pelatientse où l'on reconnaît bien les franges de la serviette, maison à Kouptchino, district de Saint-Pétersbourg.

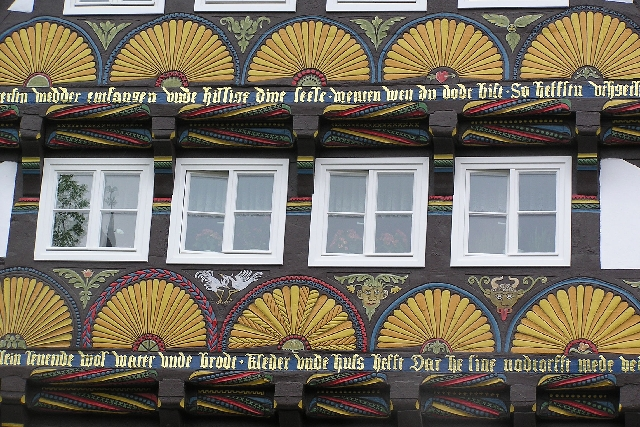
Les symboles solaires sont répandus en Europe, ici peints sur maison à colombages à Höxter, Rhénanie-du-Nord-Westphalie.

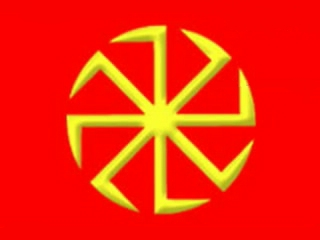
Kolovrat, symbole du dieu Svarog.

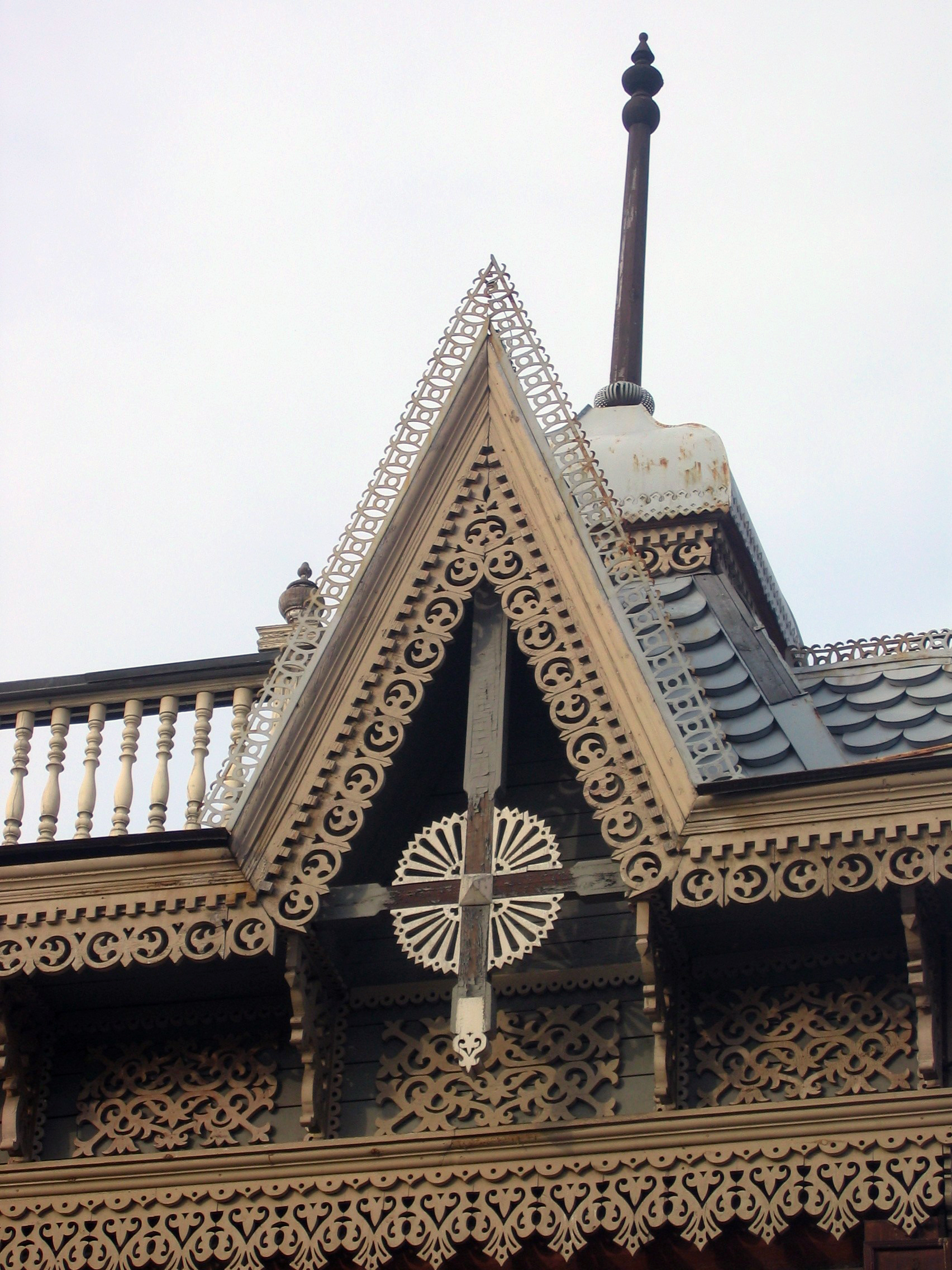
Symbole solaire univoque en pointe de pignon (кисть) dans une maison d'Irkoutsk.

De tous les éléments décoratifs de la maison russe traditionnelle, les pelatientsi(полотенце -prononcé : [pəɫɐˈtʲent͡sɪ̈]) ou polotientsami (полотенцами), sont de loin les plus distinctifs. Le mot russe signifie en fait « serviette de bain ». Parler de serviette ici ne correspond pas aux usages français, c’est pourquoi il est préférable de conserver le terme original. Leur nom imagé leur vient probablement de leur forme initiale encore attestée aujourd'hui : la planche ornementale termine par des éléments décoratifs rappelant les franges d'une serviette. Cet ornement est également appelé rouchnik parce qu'il partage la même symbolique décorative quasi cryptée des tissus brodés traditionnels et rituels répandus dans la Bélarus, la Russie ou l'Ukraine.
Leur rôle symbolique de talisman ne fait aucun doute puisqu’elles sont ornées de roues solaires dont le motif est identique à chaque extrémité des rives de toit et au faîte. L’ornementation du pignon est cohérente et joue sur la symétrie et sur une lecture chronologique : cela représente le soleil du levant au couchant en passant par le zénith. Les roues solaires sont nombreuses dans la tradition de l’ancienne Rus' marquée par la mythologie slave.
la plus connue des roues solaires russes est la Kolovrat, symbole du dieu Svarog.
| \| | Deux pelatientsi, l'une en bout de rive gauche, l'autre verticale fermant la perspective de la façade sur la gauche. Sur la rive de toit, on reconnaît la roue solaire très ajourée associée à Dajbog, dieu du soleil et des moissons, traditionnellement considéré comme l'ancêtre de tous les Russes, nommé plutôt Péroun en Ukraine. Un peu plus haut, il y a un autre style de roue solaire imputable au dieu soleil, mais proche du talisman de Mokoch, la déesse associée à la terre fertile, protectrice de la magie, des métiers de filature et de tissage. Elle aide les femmes à l'accouchement. Les autres motifs font référence à l'eau céleste, aux pluies nourricières. L'ensemble propose donc une composition décorative basée sur le soleil, la terre-mère et l'eau. L'extrémité de la pelatientse verticale est en flèche avec un cœur. Cette forme en triangle rappelle le talisman de Vélès, dieu de la terre, des eaux et de la lune. Il est très proche des animaux. Juste au-dessus, une autre forme de roue solaire habituelle dans le foklore russe, elle forme une étoile dont les branches sont incurvées. |
|    | Dans ce cas, les deux pelatientsi ajourées sont identiques et font écho aux autres au sommet du pignon et à l'extrémité de la rive droite du toit. La cohérence de l'ensemble réside dans son homogénéité. La forme en losange frappe le regard immédiatement : le caractère majoritairement angulaire de cette composition ornementale se trouve renforcé par la dentelle triangulaire de la rive. Le circulaire est représenté uniquement par l'extrémité de la rive et les trois petits trous dans les triangles qui peuvent rappeler les eaux pluviales renforcées par les gouttelettes, organisées également par le chiffre trois symbolique, sur le pourtour de la planche de rive. À défaut de représenter l’élément liquide et bien qu’en général la position ternaire et triangulaire des trois disques solaires soit inversée avec la pointe vers le haut, il est tout à fait possible de voir dans ces trois trous ou disques dans un triangle le symbole répandu dans toutes les mythologies antiques (grecque, romaine, germanique, celtique, slave, hindoue entre autres) des trois moments du soleil. Les trois pelatientsi disposées en triangle sur la façade renforceraient par conséquent cette représentation très ancienne de l’arbre cosmogonique encore vivace en Inde dont les trois branches supportent chacune un soleil. Malgré la dominante angulaire, les croix de saint André renforcent encore les losanges des extrémités en enserrant un symbole astral fréquent dans l'ornementation en architecture ou en broderie russe qui fait clairement allusion au soleil et que l'on retrouve dans la pelatientse ci-contre à droite de manière plus visible dans la dominante circulaire. |
|    | Dans cette maison, la pelatientse verticale et celle en bout de rive différent. Elles sont très ajourées, plus fines et suivant les goûts plus élégantes. La symétrie est respectée de chaque côté : les trois verticales sont identiques et l'extrémité de la rive gauche ressemble à celle de droite. La pelatientse verticale comporte cinq symboles astronomiques dont, du haut vers le bas, une roue solaire, un astre et trois symboles qui peuvent être une roue solaire mais aussi des gromoviti znaci (signes du tonnerre), talisman gravé dans les pays slaves sur les poutres, les jambages ou sur les planches de rive. Symbole du tonnerre, il est souvent associé à Péroun, dieu des guerriers, du tonnerre. On lui accorde le pouvoir protéger la maison contre la foudre et les forces malfaisantes. |

#### Les décorations de faîtage et pignon
|  | Cette ornementation du pignon réside uniquement dans une polotientsé qui correspond peu ou prou à celle de droite et gauche comme dans le tableau ci-dessus sur les polotientsi. Dans les cas, elle illustre parfaitement le symbolisme des trois moments du soleil: ici la roue solaire au sommet est la partie la plus élevée de la maison, elle est au zénith. Dans les traditions mythologiques préchrétiennes russes, le toit s'apparente au firmament. Il rappelle aussi la légende du dieu soleil qui vole à travers le ciel dans un chariot d’or tiré par quatre chevaux blancs. La décoration de la maison en bois sculpté découpe traditionnellement la maison en trois niveaux: ici il s'agit du niveau supérieur constitué par le toit et le pignon avec fronton qui symbolisent le ciel et la voûte céleste. On remarquera également les deux roues solaires de formes différentes, proches de l'étoile. La polotientsé fait également fonction ici d'antéfixe ou d'écusson. |
|  | Cette polotientsé de pignon est particulièrement intéressante à cause de la combinaison des emblèmes iconiques et aniconiques. Dans un premier temps, le principe de la courbe du soleil est respecté, moins par un symbole solaire flagrant toute en haut de la pointe que par le truchement de la répétition de la même polotientsé de gauche à droite. En liaison avec l'arbre-monde central dans les mythologies européennes, les deux extrémités angulaires qui s'apparentent à des flèches indicatrices peuvent inviter le spectateur extérieur à réaliser l'union entre la sphère céleste et le monde des hommes sur terre, voire celui du monde souterrain. Il y a bien une roue solaire à mi-chemin entre les deux extrémités. L'autre partie intéressante est l'ajout d'un autre ornement spécifique à cette maison de chaque côté de la polotientsé. Deux symboles s'unissent ici sans que l'on puisse trancher réellement entre les deux : les deux symboles solaires en forme de spirale ne font aucun doute, de même que le symbolisme apparent de l'ornement de pignon traditionnel sous forme de têtes de chevaux croisées. Les lignes ondulées au-dessus des cercles solaires rappellent la crinière des chevaux très stylisés. Sa fonction symbolique est très ancrée dans les esprits russes dès qu'il est question de l'habitat traditionnel de l'isba. |
|  | Cinq symboles solaires se succèdent sur cette polotientsé. Elle s'apparente à la première ci-dessus dans le tableau : l'idée fondamentale de la décoration est de représenter le zénith ou le firmament. Le propriétaire de la maison s'inscrit dans une conception du monde plus cosmogonique en quelque sorte. Il vit dans un monde où la nature a un impact sur la pensée et les activités des hommes. L'autre élément intéressant de cette décoration réside dans la planche transversale ajoutée et ciselée qui croise avec la polotientsé. |

#### Lambrequins et planches de rive chantournées
Le lambrequin, nommé « pritchéline » (en alphabet cyrillique причелин  - prononcé : [prʲɪˈt͡ɕelʲɪnə]) et la planche de rive chantournée ou décorée couvrent les extrémités des rondins de la maison en bois massif empilé et les rives de toit. Comme les chambranles et les pelatiéntsi, les lambrequins forment le « visage » de la maison. Sa décoration est donc fondamentale car identitaire, à la fois pour les propriétaires mais aussi pour son intégration dans l’espace culturel régional
Le terme russe est associé à la dentelle, aux motifs décoratifs de la broderie et à tout ce qui ramène à la symbolique traditionnelle et folklorique. Il s'agit manifestement d'un ornement courant composé d'un seul et même motif ou de plusieurs symboles qui reviennent en alternance pour faire écho aux parties décoratives de la façade.
Les lambrequins sont attestés dans d'autres régions du monde, mais la spécificité russe qui a été conservée à Potsdam demeure sans conteste l'extrémité de la planche qui répète et renforce la pelatientse.
|  | Présenté horizontalement pour mieux l'observer, ce lambrequin orne bien la rive de toit gauche d'une maison que l'on reconnaît à l'extrémité gauche avec le symbole solaire. Il rappelle les dents-de-scie dans sa partie inférieure. Cet ornement courant est composé d'un seul motif qui évoque les gouttes d'eau par exemple en plus de la roue solaire à l'extrémité.           |
|  | Ce lambrequin orne la rive droite. Il est très ajouré et très fin. Il rappelle clairement la dentelle ou les tentures avec les franges. L'ornement se compose de deux motifs répétés en alternance séparés par des crochets. On reconnaît surtout des symboles solaires, notamment le symbole à 8 branches, et l'autre plus simplifié qui rappelle également le talisman de Mokoch. |
|  | Ce lambrequin plus chargé se trouve sous un balcon mais il est identique à celui des rives de toit. Le motif unique se compose clairement d'une roue solaire. Au-dessus des symboles solaires, le motif décoratif rappelle un vol d'oiseau. L'impression globale paraît plus circulaire que dans les deux autres.                                                                   |

### Parties intérieures de la maison
Le schéma de plan type de la maison est identique pour toutes : il s’agit d’un plan rectangulaire de 8 × 12,5 m soit environ 100 m2 pour une maison en plain-pied qui comporte aussi une étable de 5,5 × 6,7 m représentant 36,85 m2. Le modèle à étage mesure  8,13 × 12,62 m (102,6 m2) avec une étable de 5,55 × 9,99 m (55,44 m2).
Une grande et une petite pièce à vivre donnent sur la rue. Quatre pièces quasiment carrées occupent l’arrière ; l’une d’elles fait fonction de vestibule distributeur vers la cuisine, la grande pièce à vivre et la chambre de derrière. Ces maisons de typologie identique ont été conçues exprès pour l’Alexandrowka. Il n’existe aucun modèle, aucun prototype, y compris dans les plans du Glasowo ou celui de Nikolskoe. Par conséquent, bien que l’aspect global puisse laisser penser à une copie d’une maison dans son pays d’origine, ces maisons d’inspiration russe à Potsdam sont bel et bien des originaux. Sous la chambre arrière gauche il y a une petite cave peu profonde ; à cause des conditions particulières de Berlin en ce qui concerne la nappe phréatique, le plancher de la chambre est rehaussé de   20 cm par rapport à celui des autres pièces. La cave est réalisée en pierres calcaires de Rüdersdorf de même que les fondations de toutes les maisons.
Dans les maisons à un étage, la distribution des pièces est la même en haut qu’en bas. Un escalier extérieur permet l’accès à l’étage bien qu’il y ait aussi un escalier dans le vestibule.
À l’origine, il n’y avait qu’un conduit de fumée et une cheminée, laquelle chauffait aussi les deux pièces à vivre à l’avant. Les chambres de l’arrière ne sont pas chauffées. Avec le temps, une autre cheminée fut installée pour les pièces arrière. Comme à  Glasowo, le rez-de-chaussée est plutôt destiné au stockage alors que l’étage est dédié à l’habitation. Les petites fenêtres du rez-de-chaussée pourraient laisser penser qu’on n’y habite pas.

## Reconstitution du patrimoine fruitier d'Alexandrowka

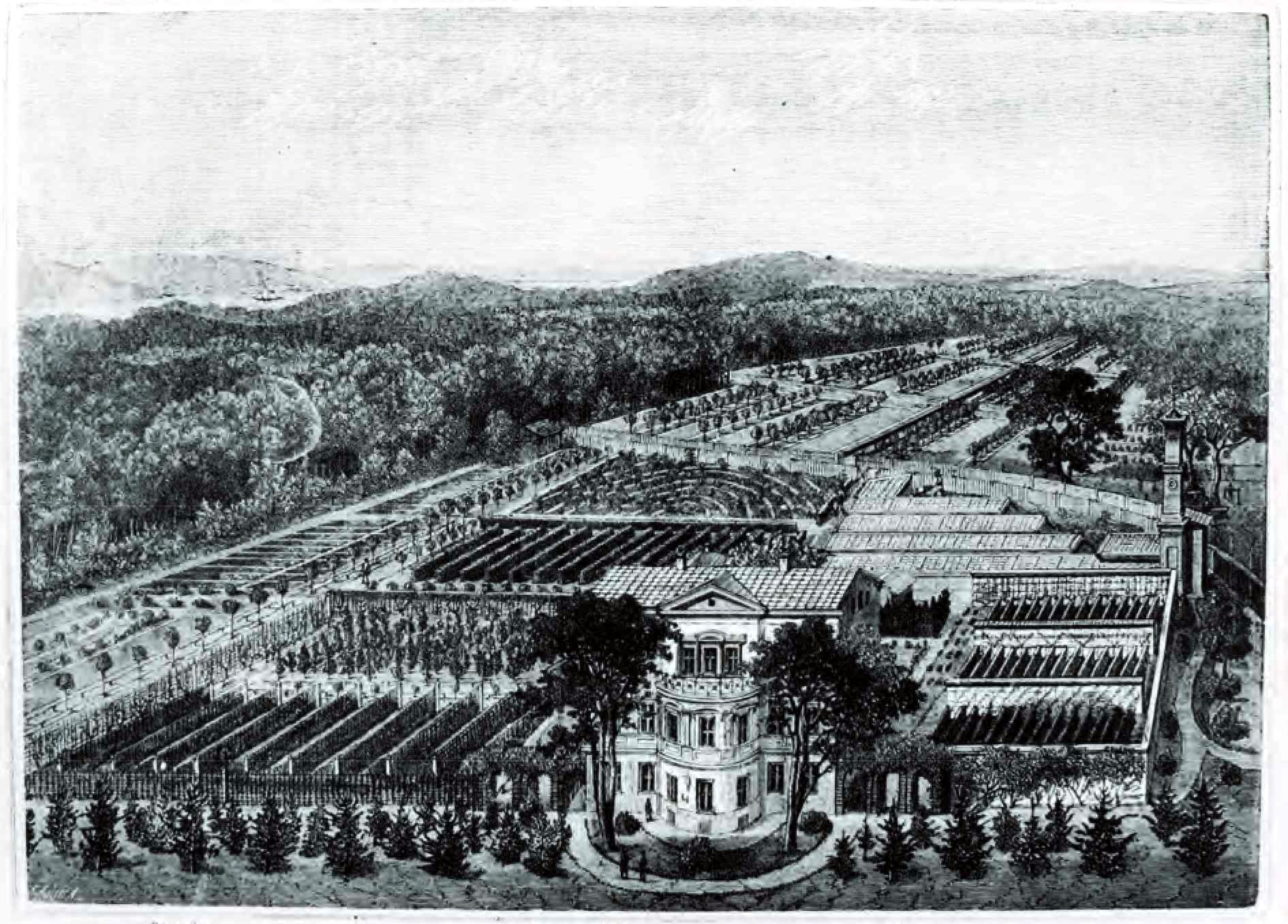
Institut de formation des jardiniers et pépinière de Potsdam au XIXe siècle.

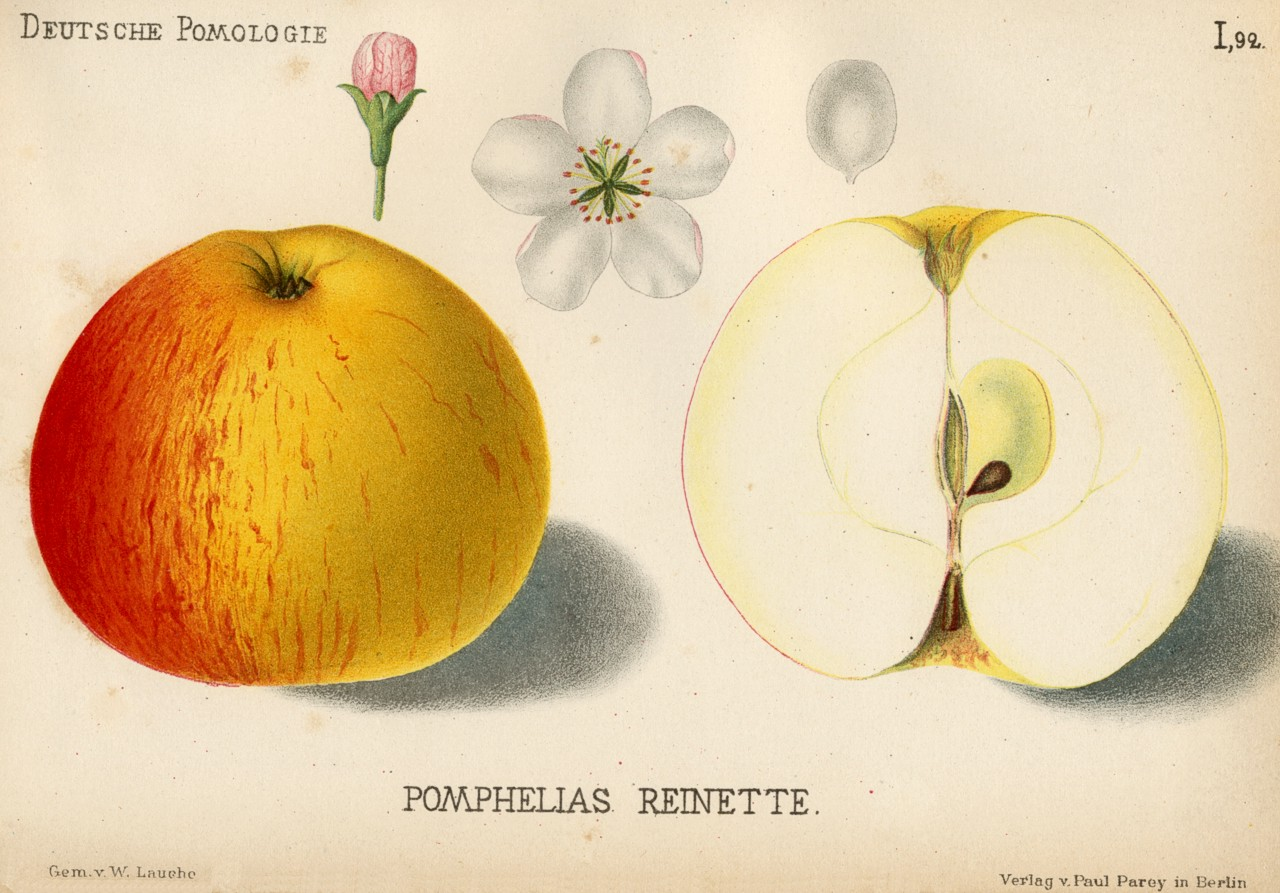
Planche 92 de la Deutsche Pomologie de Lauche, 1882.

Au début des années 2000 a été lancé un projet de reconstitution du jardin classé monument historique d'Alexandrowka tel qu'il était à sa création. Un atlas des fruits de la colonie russe a été publié en 2012, et, d'année en année, le nombre des arbres fruitiers réintroduits dans le parc d'Alexandrowka augmente de manière significative. Les auteurs de cet atlas, le pomologue F. Brudel et le paysagiste et spécialiste en aménagement du territoire A. Kalesse, reviennent de manière récurrente dans tous les projets qui touchent à l'Alexandrowka et son parc en raison des différents travaux de recherche et de publication qu'ils ont consacrés à la colonie russe. Partout en Europe, et notamment en France, en Allemagne, en Russie ou en Belgique, des jardiniers innovants et des cours princières fondent des pépinières, des jardins, des parcs en employant de nouvelles techniques horticoles. Des pomologues, particulièrement francophones et germanophones, publient des ouvrages spécialisés qui font référence pendant des décennies et qui sont repris aujourd'hui pour identifier les espèces en plantées au XIXe siècle : Henri Louis Duhamel du Monceau ou Johann Hermann Knoop en langue française, Oberdiek, Lauche, Mayer, Müller-Diemnitz et le précurseur Adrian Diel pour la langue allemande. Pour les scientifiques, il s'agit aussi de retrouver des espèces en danger ou quasi déjà disparues. Les ouvrages de référence de cette époque montrent d'ailleurs un début d'internationalisation de cette branche scientifique en s'informant sur les variétés des arbres fruitiers des pays voisins, leur nom vernaculaire et leur expansion en Europe. Les noms locaux pour les fruits sont en effet très divergents et certains fruits ne dépassent pas les frontières régionales. Les espèces primitives ont donné de nombreux cultivars mais force est de constater que la variété des fruits vendus dans le commerce à l'heure actuelle s'est considérablement réduite au point que de nombreuses espèces sont en voie d'extinction définitive. Plusieurs initiatives en Allemagne, à l'échelle locale, associative ou davantage régionale, tendent à lutter contre l'appauvrissement de l'offre des pommes, poires et cerises dans le circuit commercial mondial en sensibilisant les populations aux espèces locales qui poussent parfois encore dans certains vergers privés. À l'occasion de fêtes régionales ou de campagnes ciblées, des spécialistes professionnels ou amateurs aident les particuliers à identifier l'espèce exacte des arbres fruitiers qu'ils ont encore dans leur jardin ou verger personnel. Les anciens ouvrages refont surface pour confronter les différentes descriptions et les critères scientifiques parfois très détaillés pour différencier des sous-variétés entre elles.
Les objectifs du projet de reconstitution des vergers de l'Alexandrowka sont d'ordre historique et scientifique; ils visent la mise en valeur de l'offre étendue en arboriculture fruitière de l'ancienne pépinière royale de Potsdam jusqu'en 1867 qui a fourni une bonne partie des espèces plantées dans le parc de la colonie russe, et ce faisant montrer d'un point de vue historique local l'innovation et la qualité de la pépinière prussienne. La dimension bioéthique met en avant l'aspect plus contemporain de la disparition de nombreuses espèces animales et végétales qui inquiètent aujourd'hui davantage le grand public qu'autrefois : il faut inventorier et protéger les espèces en danger et redonner le goût des variétés locales pour éviter les problèmes dus à la mondialisation et au transport des denrées alimentaires sur des milliers de kilomètres. La priorité du projet demeure la dimension scientifique: en cumulant le travail de recherches historiques, le travail de communication et de publication avec la nouvelle création d'une banque de gènes, le passé et le présent contribuent à reconstituer un patrimoine naturel riches en espèces fruitières et paradoxalement à sauver l'avenir pour maintenir la variété des fruits, pour réagir au plus vite au cas où les espèces homogénéisées actuelles rencontreraient des problèmes inattendus. Le travail de sauvegarde va au-delà de Potsdam, l'interaction et la collaboration entre les pépinières scientifiques, les laboratoires et les pomologues professionnels se font à l'échelle nationale en Allemagne. Parmi d'autres parcs et jardins européens, celui d'Alexandrowka avait une valeur historique et botanique reconnue par les scientifiques; en même temps, il ne faut pas négliger l'aspect esthétique du projet qui permet aussi aux locaux et aux visiteurs de la ville touristique de profiter d'un cadre agréable, notamment à la période de floraison. Comme Alexandrowka appartient au site classé patrimoine mondial de l'humanité, il profite d'une large couverture médiatique dans les guides touristiques et les pages en ligne des professionnels du tourisme.
En 2003, 347 espèces de fruits avaient été réintroduites dans l'Alexandrowka, en 2011 585. Le parc de la colonie russe fait fonction de bourse d'échanges de greffons et sert de vivier pour tous ceux qui veulent individuellement replanter des espèces locales en concertation avec les équipes professionnelles responsables de la gestion du parc. L'un des effets positifs inattendus de ce travail d'inventaire et de sauvegarde dans de nombreuses régions d'Europe est que des associations aux objectifs similaires concernant la sauvegarde d'un patrimoine fruitier pluriséculaire peuvent retrouver une espèce pourtant originaire de la région concernée dans un autre pays. C'est le cas de la poire Madame Verté très implantée dans le Comminges, disparue, puis retrouvée par hasard en Allemagne où elle est encore accessible,

### Les variétés de poires anciennement présentes ou réintroduites dans l'Alexandrowka

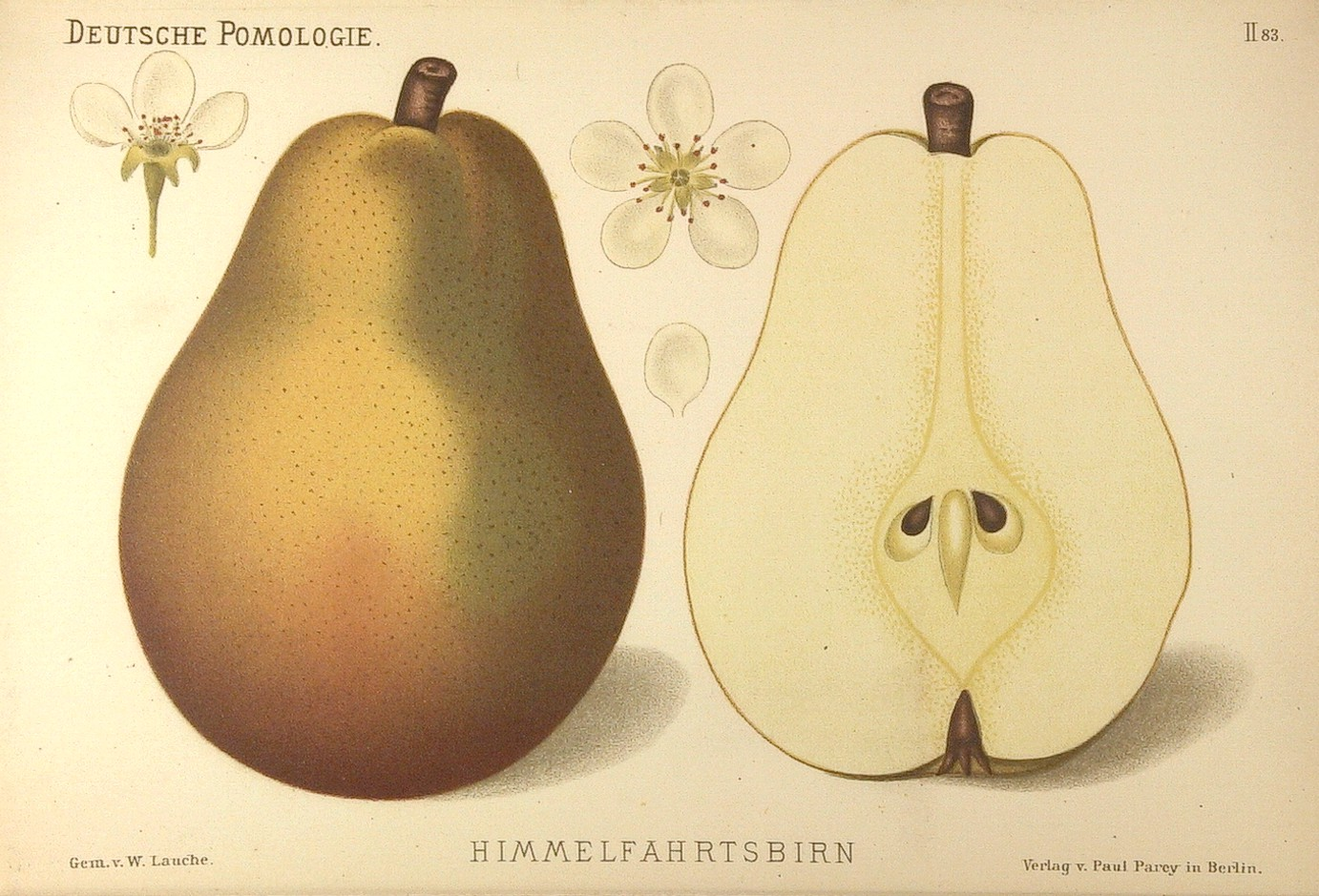
Planche 83 de la Deutsche Pomologie de Lauche, 1882.

- Variétés de poires inscrites dans les registres de la pépinière royale de Potsdam entre 1823 et 1867[72] : Beurré d'Amanlis, Bergamote d’août, Bergamote, Poire sanguine, Beurré Bosc, Beurré Capiaumont, Beurré Clairgeau, Beurré Coloma d’Automne, Beurré Diel, Goldbirne, Doyenné gris, Madelaine verte d’été, Hiver de Grumkow ou Morizeau, Grise-Bonne ou Poire de Baume ou Ambrette d’été, Louise-Bonne d'Avranches, Beurré d'Hardenpont d’hiver, Saint Rémy, Beurré Drapier, Bonchrétien Napoléon ou Bois Napoléon, Belle et Bonne ou Gracieuse, Truité de Nordhausen, Passe-Crassane, Curé), Poire de Saint-Pierre, Président Drouard, Bergamote rouge, Bergamote d’été ou Milan de Beuvrière, Catillac, Parfum d’août tardif, Rousselet de Stuttgart, Beurré d’Ulm, Doyenné du Comice, Bon-Chrétien Williams, Doyenné d’hiver ou Angleterre d’hiver, Coloma d’automne, Speckbirne[73],[N 27], Beurré gris
- Variétés de poires dont l’ancienneté remonte à plus d’un siècle dont certaines étaient déjà attestées dans le verger au moment de la création[72] : Soldat laboureur, Bunte Butterbirne, conférence, Beurré de Mérode, Docteur Jules Guyot, Bergamote Esperen, Seigneur d'Esperen, Précoce de Trévoux, Beurré Hardy, Fontaine de Cheling ou General Tottleben, Graf Moltke, Carisi de Metz verte, Duchesse Elsa, Baud de la Cour ou Maréchal de Cour, Joséphine de Malines, Fondante de Charneux, Le Lectier, Kräuterbirne, Leipziger Rettichbirne, Madame Verté, Marie Louise, Nouvelle Poiteau ou Tombe de l’Amateur, Solaner Birne, Speckbirne, Beurré Durondeau, Triomphe de Vienne, Poire-Loup du Wurtemberg[N 28]
- Des variétés de poires provenant d’autres pays dont la valeur historique y est très élevée[72] : Graue Hühnerbirne, graue Fichtelbirne, Bergamote d’été de Lübeck, Aqueuse de Haute-Autriche, Plena Mostbirne, Aqueuse suisse.
- Des variétés sauvages ou très anciennes de poires[72] : aigrin ou  poirier sauvage (Pyrus pyraster)[74], poirier à feuille de chalef (Pyrus elaeagnifolia)[75]

### Les variétés de cognassiers, abricots et cerises présentes dans le parc d'Alexandrowka

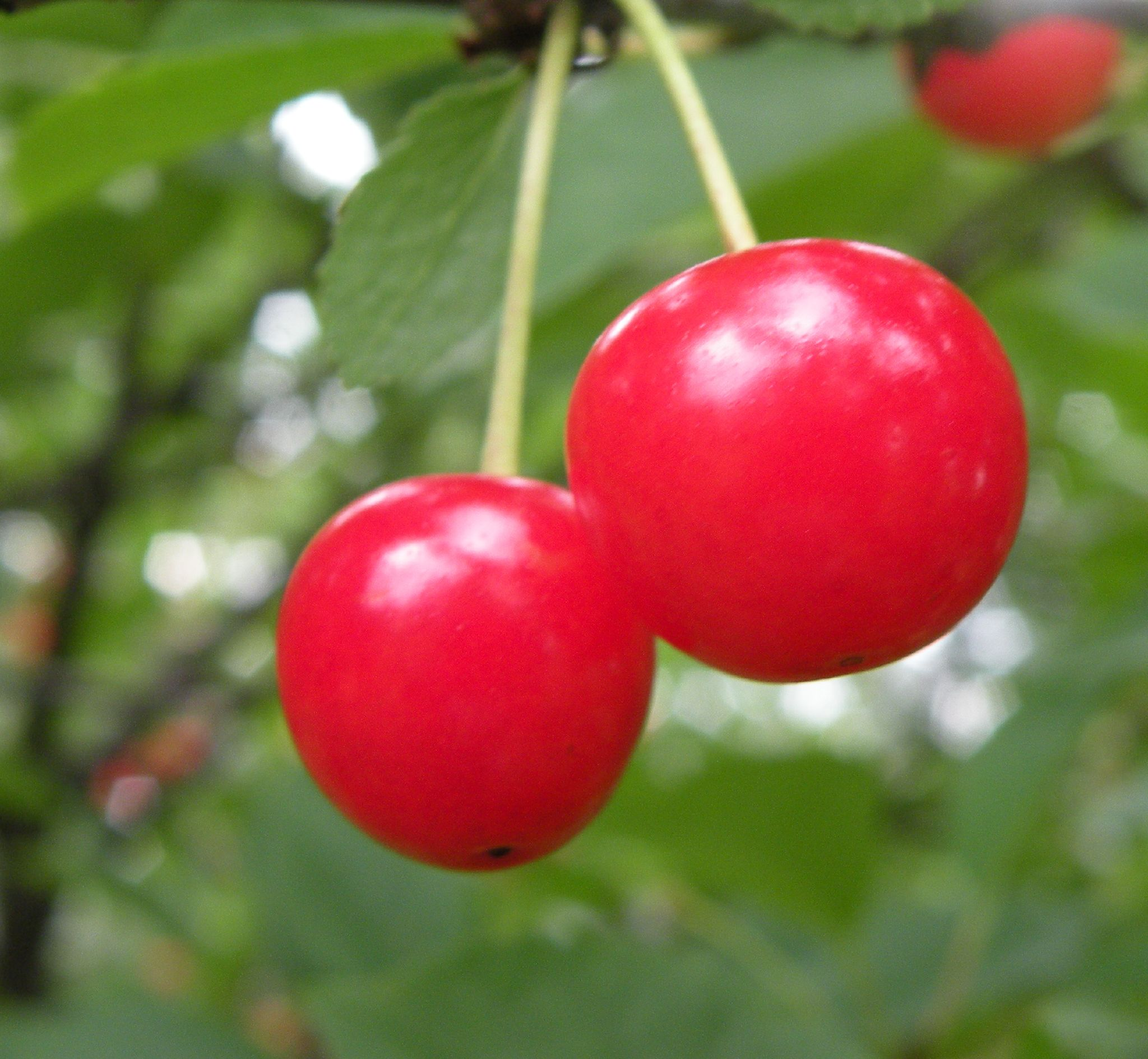
Cerise Montmorency.

Concernant les cognassiers, Le Bereczki, le Constantinople et le coing du Portugal sont les trois variétés déjà présentes dans le catalogue de la pépinière de Potsdam au XIXe siècle. Tous les trois sont réintroduits à ce jour dans le parc.
Pour les abricotiers, trois variétés font partie de la reconstitution d'origine en 2003 : l'abricot de Nancy dont le nom est trompeur car les pomologues ne savent pas réellement d'où il provient, les abricots comme le luizet ou suchet du groupe dit « Meilleure de Hongrie » et le Schweineohr.
Pour les cerisiers aigres, les variétés suivantes sont celles déjà dans le catalogue de la pépinière de Potsdam: Belle Hortense ou reine Hortense, la bigarreau de Ludwig, la Montmorency et la cerise locale franconienne de Ostheim dite Ostheimer Weichsel,,. Deux variétés sont directement originaires du secteur autour de la Havel: Leitzkauer-Pressauer Kirche et la Werdersche Glaskirche. Deux variétés répertoriées à la suite de plusieurs travaux de recherche comportent un nom provisoirement fictifs car elles ne sont pas clairement identifiées: Daheim II et Nieke. Une variété d'origine étrangère plantée à Potsdam a néanmoins une grande valeur en tant que variété historique à protéger : la Traubige de Hongrie.
Parmi les cerises guignes ou bigarreaux, qui ont été replantées dans l'Alexandrowka, il existe des variétés de cerises qui, comme pour les autres fruits, étaient déjà inscrites dans les registres de la pépinière royale de Potsdam entre 1823 et 1867 : Bigarreau cartilagineux de Büttner rouge, Bigarreau de mai (local), Bigarreau Gros Noir (XVIe siècle France), Cerise bigarreau Napoléon, Bigarreau tardif Schneider (local), Cœur de Bœuf ou reverchon, Griotte de Portugal, Guigne précoce de mai, Jaune de Doenissen.
Les variétés de cerises dont l’ancienneté remonte à plus d’un siècle dont certaines étaient déjà attestées dans le verger au moment de la création : Bigarreau brun d’Ordange ou Géant d’Hedelfingen, Bigarreau brun de Werder, Germersdorf, Guigne de Fromm, Guigne de Knauff noire, Noir de Teickner, Précoce de Cassin, Royale de Querfurt. On y trouve également des variétés de cerises provenant d’autres pays dont la valeur historique y est très élevée : Bigarreau du Lard ou Cerise Caron, Bigarreau tardif rouge, Black Eagle, Cerise Schauenbourg, Johanna, Karesowa, Prince héritier de Hanovre. Certains cerisiers replantés sont des espèces locales issues dans le pays de la Havel ou très implantées : Brune de Liefeldt, Germersdorf, Guigne de Knauff noire, Précoce de Cassin.
Une variété sauvage de cerises :  cerisier sauvage et une variété découverte lors de divers travaux de recherche et d’inventaire dont l’identification n’est pas terminée et dont le nom est provisoire ou fictif :  cerise de Proehleweg.

### Les variétés de prunes, quetsches et mirabelles historiques
Parmi les variétés de prunes, quetsches et mirabelles. Replantées récemment dans la colonie russe et pourtant déjà inscrites dans les registres de la pépinière royale de Potsdam entre 1823 et 1867, on trouve les suivantes : la mirabelle de Metz, la mirabelle de Nancy, la quetsche domestique, la quetsche italienne, la Reine-claude d’Althan, la Reine-claude d’Oullins, la grande Reine-claude verte, la Spilling catalane.
Les prunes et quetsches dont l’ancienneté remonte à plus d’un siècle, déjà attestées dans le verger d’Alexandrowka au moment de sa création ou bien représentée dans la région sont la Czar, la prune kirke, la Queen Victoria, la quetsche Anna Späth, la quetsche précoce de Bühl, la questsche de Sandow, la quetsche précoce de Wangenheim, la Spilling jaune double. La quetsche domestique de Basse-Bavière présente dans l’Alexandrowka a également une valeur historique importante en pomologie.

### Nombreuses variétés de pommiers de l’Alexandrowka

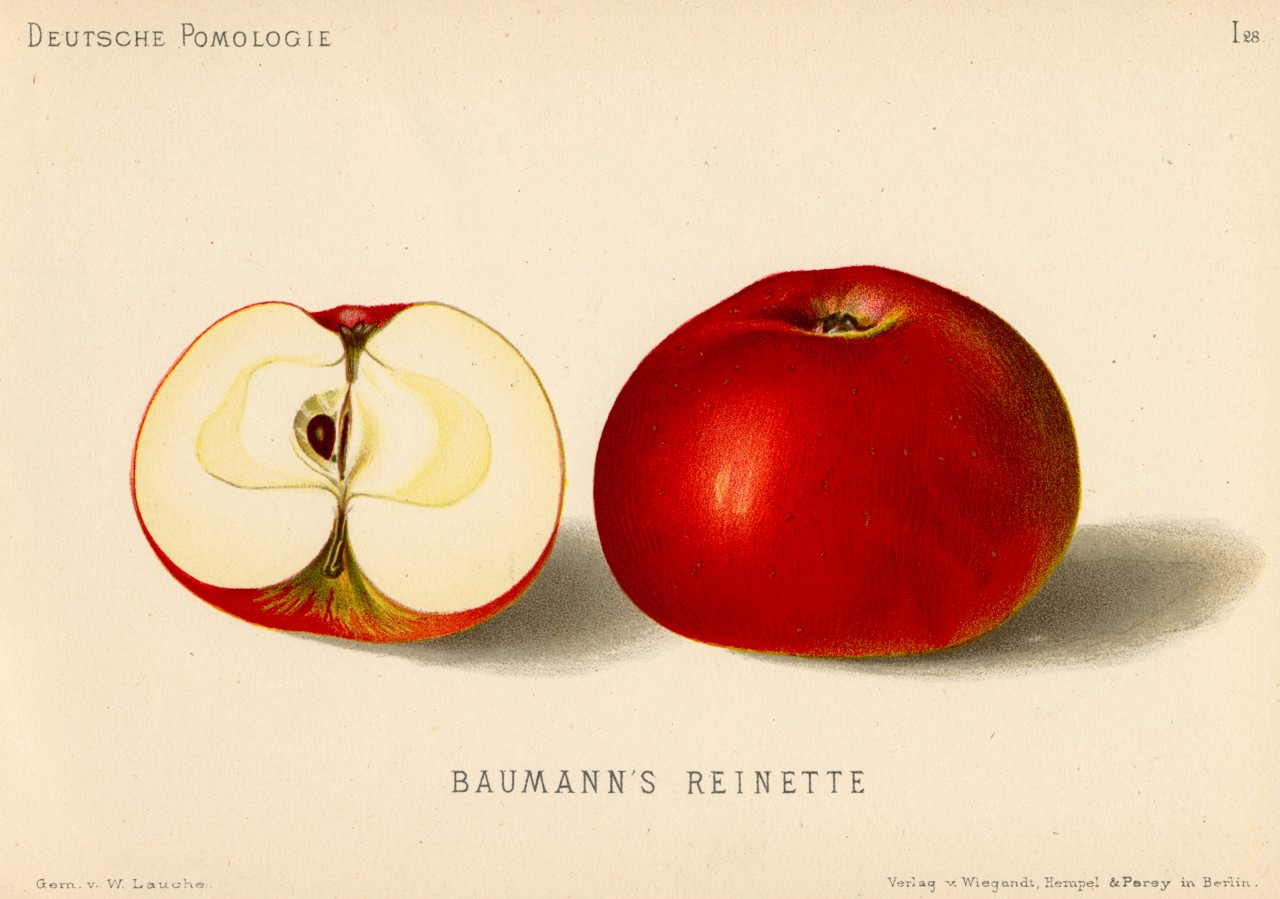
Planche 28 de la Deutsche Pomologie: Reinette Baumann.

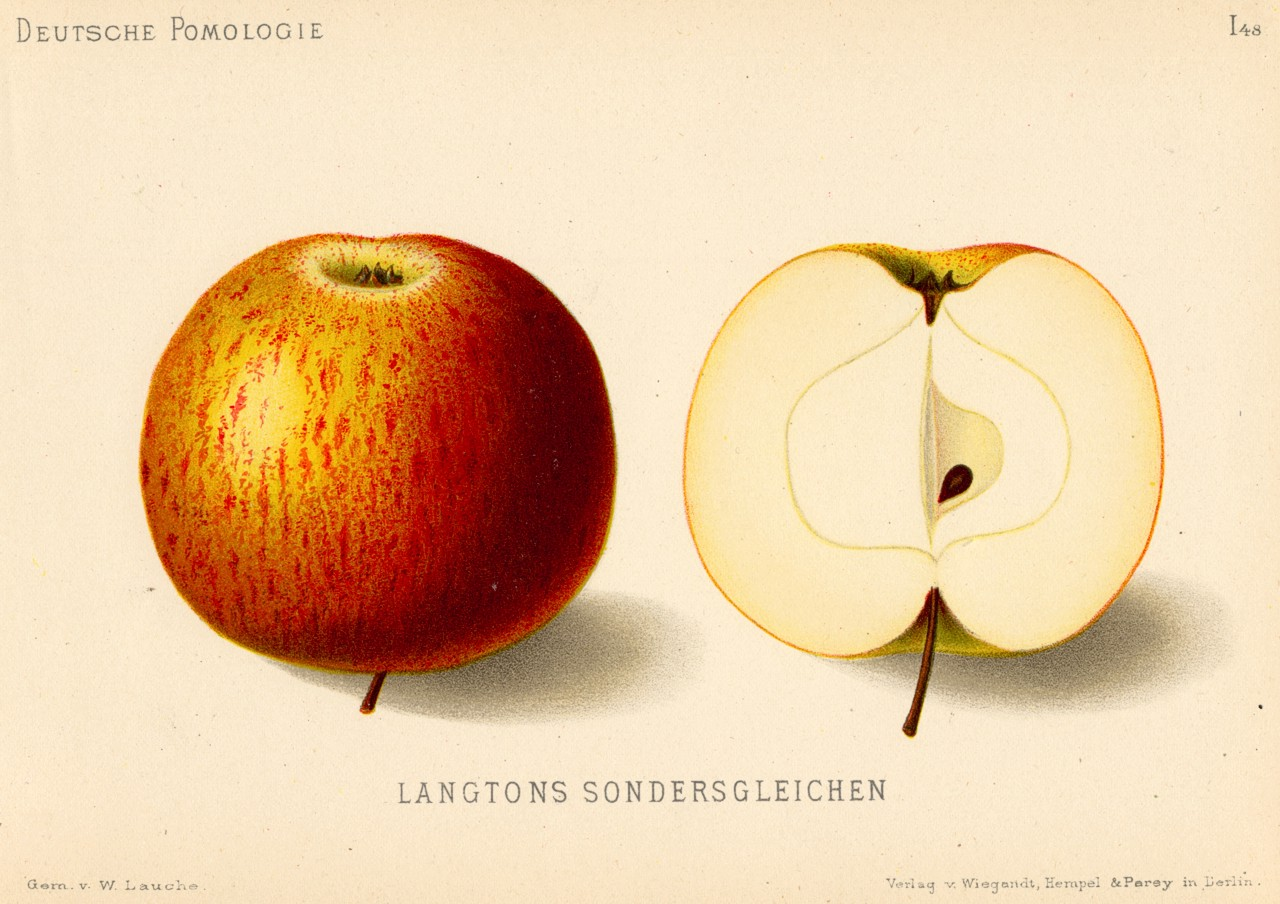
Planche 48 de la Deutsche Pomologie, variété Langtons Sondergleichen.

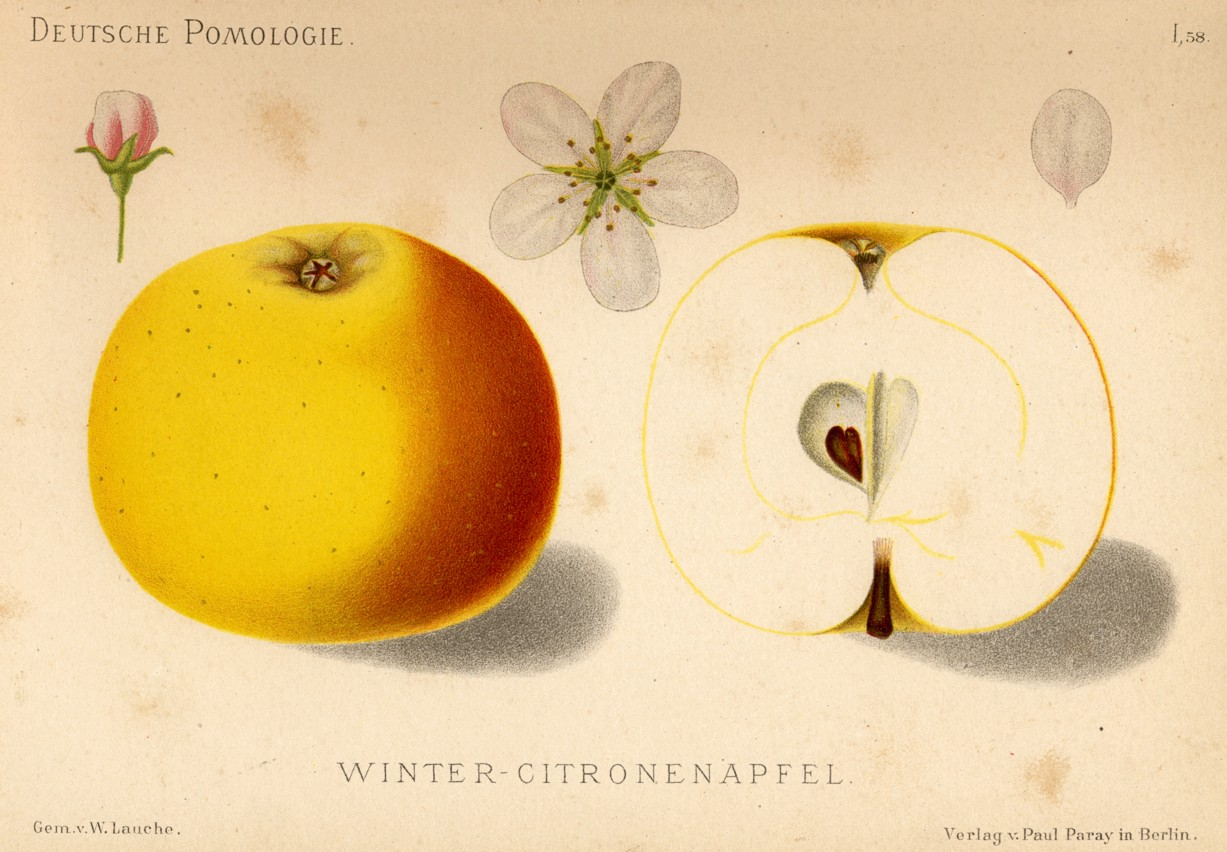
Planche 58 de la Deutsche Pomologie, variété Winterzitronenapfel.

Dans le cadre de la reconstitution du jardin verger de l’Alexandrowka, les pommiers occupent une place majeure. Ils représentent deux à quatre fois plus d’espèces plantées que les poires ou les cerises par exemple.
Parmi les variétés de pommiers replantées récemment dans la colonie russe et pourtant déjà inscrites dans les registres de la pépinière royale de Potsdam entre 1823 et 1867, on trouve les suivantes :  Calville Abersleber, Adams Pearmain, Adam, pomme d’aunée, Alter Cordon, calville d‘août, Pomme Banane, Belle fleur jaune, Boiken, Calville rouge, calville rouge de Dantzig, calville d’hiver rouge, Cardinale flambée, duchesse d'Oldenbourg ou Charlamowski, Cludius d’automne, Borstorf, fraise d'hiver, Finkenwerder Herbstprinz, Framboisée, Grand Alexandre, cliquette, Pomme convenant, Reine noble, pomme de Reine, Court-Pendu Royal, Cousinotte pourpre, Fürstenapfel vert, Gewürzluiken, Glogirowka, Gloria Mundi, gravenstein, grosse Bohnapfel rhénane, Gülderling, pomme Limoncella, Pepping de Litau, Pepping de Londres, pomme Louise, pomme de Maschansk, pomme melon, Mère des pommes, Pomme du paradis, pomme d’été rouge-pêche, Krummstiel de Poméranie, Krummstiel de Rhénanie, rambour d'hiver du Rhin, Ribston Pepping, Astrakan rouge, Belle fleur rouge, calville rouge d‘hiver, calville rouge d’automne, pomme à cidre rouge de Trèves, Stettin d’hiver rouge, Pomme safran d‘Altenburg, Borstorf rouge de Silésie, Belle de Pontoise, Maschansk d’été, taffetas blanc à floraison tardive, Tête de chat de Styrie, Tête de chat blanche, Astrakan blanc, Pomme romarin blanche, pigeon blanc, Glockenapfel blanc d’hiver, calville blanc d'hiver, pearmain dorée d’hiver, striée d’hiver, pseudo-Borstorf, pomme citron d’hiver, cannelle ou couleur de Chair, Golden Noble, oignon de Bade, reinette Ananas, Pepping dorée, rambour vert, reinette Baumann, reinette bâtarde d’automne, reinette Borstorf, Rosmarinapfel de Braunau, Brauner Matapfel, reinette de Champagne, reinette dorée française, reinette Gaesdonk, reinette grise française, reinette grise d’automne, reinette verte, reinette Harbert, reinette Johannsen rouge d’automne, reinette du Canada, reinette carmélite, reinette de Cassel, reinette écarlate, reinette muscat, reinette étoilée rouge, reinette Wiltshire, reinette canelle, Sondergleichen Langton, Stettin d’hiver jaune, Stettin d’hiver verte, Tête de chat, Vierge de Halberstadt.
Les pommes dont l’ancienneté remonte à plus d’un siècle, déjà attestées dans le verger d’Alexandrowka au moment de sa création ou bien représentée dans la région sont également très nombreuses : Akerö, Allington Pepping, banane d’hiver, berlepsch, Antonowka, Croncels, Ausbacher rouge, Batulle de Transylvanie, Belle de Boskoop, Belle de Herrnhut, Belle de Nordhausen, citron de Seestermühen, Bischofsmütze, Boiken géant, Borstorf de Dithmarschen, Johannes Böttner, Brettach, calville Fraas d’été, calville d’hiver du Mecklenburg, calville majestueuse de Moringen, Cardinal Bea, Cellini, chemise de soie blanche, citron du Holstein, Cox du Holstein, Cox pomona, cramoisie de Gascogne ou Gascoyne’s scarlet, Empereur Guillaume, Eve d’Écosse ou codlin irlandaise, Jakob Fischer, Frédéric de Bade, Geheimrat Doktor Oldenburg ou reinette d'Oldenbourg, Graham, Gravensteiner d’hiver, Gros pigeon Nathusius, Grünheide, Himbacher verte, Keswick, Königskleiner, Jakob Lebel, Lunow, Martini, Maunzen, Ménagère, Josef Musch, Pearmain rouge doré, Petit-bon, Pfannkuchenapfel de l’Altland, Pfannkuchenapfel de Horneburg, pigeonnet de Schiebler, Pomme de Reval, Prince Albert, Prince Albert de Prusse, Prince Bismarck, Prince Eitel Fritz, Princesse noble, rambour de l’Eifel, reinette de Biesterfeld, reinette dorée de Blenheim, reinette Coulon, reinette de Landsberg, reinette dorée de Hildesheim, reinette dorée Krüger, rambour Lane’s Albert, Lord Crosvenor, bergamotte d’été de Lübeck, rayée sanguine d’Öhringen, reinette du Luxembourg, reinette d’Orléans, reinette Prince Rodolphe, reinette Schmidtberg, reinette verte de Brème ou fleur de Dood, reinette Zabergäu, reinette Zuccalmaglio, Richard jaune, rose de Berne, rose de Dülmen, Serinka ou Lehm de Silésie, Sondergleichen de Peasgood, Suislepper, The Queen, taffetas blanc de Werder.
Quelques pommiers sont issus de mutations ou de sélections de variétés historiques comme le melon double, la tête de chat rouge, la boskoop rouge, la herbstprinz de Finkenwerder, la gravenstein rouge, la boiken géante, la pearmain rouge dorée. Les pommiers de la colonie russe originaires d’autres régions ou pays sont la calville Lombart, la Cumberland, la pomme à cidre de Börtlingen, la pomme à cidre de Erbachhof, reinette Osterkamp, reinette étoilée du Pinsgau, pepping Galloway, prince Blücher, la reinette étoilée du Pinsgau, le rambour étoilé du Pinsgau, la pomme-rose striée de Salzbourg, la pomme-rose de Vienne, la Schneider de Zurich.
On trouve dans le verger des espèces sauvages ou ancestrales comme : malus baccata, malus sieversii du Kazakhstan, malus sieversii Niedzwetzkyana, Malus sylvestris, Malus sylvestris de Buttstädt.
L’Alexandrowka contient également des variétés utilisées à des fins pédagogiques comme la Belfleur Kitika, la sanguine, la Elise Radtke, la Korbinian. Quelques pommes ne sont pas encore clairement identifiées et possèdent des noms provisoires comme la pomme de Lietzow, la pomme de la Oberststraße, la pomme de Spieker, le Kirchweg de Sakrow, la Spreewald.